# Geschichte der Theaterarbeit in Schleswig-Holstein
Die Geschichte der Theaterarbeit in Schleswig-Holstein gibt Auskunft über die geistige Bewältigung zeitgeschichtlicher Umstände im nördlichsten Bundesland Schleswig-Holstein mit den Mitteln der darstellenden Kunst.

## Motto
1949 hieß es auf dem Theaterzettel zur Aufführung des „Urfaust“ von Goethe in Lübeck unter der Überschrift „Die Komödie im neuen Jahr“:

„Diese Planung entstand aus der verpflichtenden Erkenntnis, daß die Bühne das für die Bewegung im Geistigen sein soll, was hochempfindliche Seismographen für die Bewegung im Stofflichen sind, und alles geistig-seelische Werden in den Bezirken des großen Lebens sich vor allem auf dem Theater anzukündigen hat.“

## Zeitliche Abfolge
- 1430: Lübecker Fastnachtspiel
- 1450: Flensburger Passionsspiel
- 1668: Oper in Schleswig-Gottorf
- 1764: Opern- und Komödienhaus Kiel
- 1783: Altonaer Schauspielhaus
- 1823: Paapsches Theater Rendsburg

## Vom Fastnachtspiel zum Stadttheater: Lübeck
Theatervorstellungen sind in Lübeck seit über 500 Jahren zu erleben. Seit gut 250 Jahren kommt man dafür in die zentral gelegene Beckergrube, wo noch heute zwischen Wohn- und Geschäftshäusern der Theaterbau mit seinen mittlerweile drei Bühnen zu finden ist.

### Spätmittelalterliche Theaterdarbietungen
Anfangs waren die Theaterdarbietungen in Lübeck noch an bürgerliche oder kirchliche Institutionen gebunden wie die spätmittelalterliche Kaufmannsverbindung der „Zirkelgesellschaft“ mit ihren Lübecker Fastnachtspielen oder – seit der Reformation – die Schulspiele der Lateinschule St. Katharinen. Noch gab man sich mit Laiendarstellern zufrieden.

### Wanderbühnen
Ab dem 17. Jahrhundert besuchten Wanderbühnen die Stadt, 1637 erstmals schriftlich bezeugt. Damit war der erste Schritt in Richtung einer freien, unabhängigen Theaterausübung getan. Die Truppen traten meist auf dem Marktplatz auf, später auch in geeigneten Privathäusern.

#### Im Schröderschen Haus
In der Mitte des 18. Jahrhunderts beherbergte immer öfter der besonders theaterbegeisterte Zimmermeister Hermann Hinrich Schröder die Truppen in seinem Haus in der Königstraße, Ecke Wahmstraße.
1751 wurde dieser Brauch offiziell, indem Schröder für die Aufführungen in seinem Haus von der Stadt das Theaterprivileg erhielt. Schon 1746 erlebte Lübeck hier seine erste Opernaufführung, „Ipermestra“, dargeboten von einer italienischen Operntruppe unter Leitung von Pietro Mingotti, der am Schröderschen Haus auf eigene Kosten für die Belange der Oper notwendige bauliche Veränderungen vornehmen ließ.
Damit begann die lange Reihe der Theaterneu- und -umbauten, die immer wieder die Räumlichkeiten den steigenden Komfortansprüchen des Publikums anzupassen, Fortschritte in der Bühnentechnik zu ermöglichen und später auch Sicherheitsbelange zu berücksichtigen suchten.

#### Im Lüneburger Hof
Einen wesentlichen Schritt tat in dieser Entwicklung angesichts des Erfolgs in seinem Haus Hermann Hinrich Schröder: Auf der Suche nach neuen Räumlichkeiten, die sich vor allem für die aufwändigeren Opernaufführungen auf Dauer besser eignen, stieß er auf den leer stehenden „Lüneburger Hof“ in der Beckergrube. 1753 eröffnete er hier ein einstöckiges Logentheater.
Damit war die bis heute gepflegte Tradition des Lübecker Theaters in der Beckergrube mitten in der Altstadt begründet. Nach 25 Jahren verkaufte Schröder das Haus an die Brüder Hinrich und Johannes Ebbe, die es als „Ebbesches Theater“ weiterführten und allmählich den sich wandelnden Bedürfnissen des Lübecker Bürgertums anpassten.

### Stehendes Theater mit festem Ensemble
Kurz vor der Jahrhundertwende, im Jahr 1799, trat an die Stelle der wechselnden Wanderbühnen in erweiterten Räumlichkeiten erstmals ein stehendes Theater mit einem festen Ensemble. Regelmäßig wurden hier nun Schauspiel- und Opernvorstellungen geboten, bis 1857 das Bedürfnis nach einem zeitgemäß ausgestatteten, repräsentativen Gebäude wieder so groß wurde, dass unter der Federführung einer aus Mitgliedern des Senats und aus wohlhabenden Kaufleuten sich begründenden Aktiengesellschaft, der Casino-Gesellschaft, ein kompletter Theaterneubau nach den Plänen des Eisenbahnbaudirektors Benda beschlossen und begonnen wurde. Am 3. März 1857 schloss das alte Theater seine Pforten endgültig.
Lübecker Theaterdirektoren 1799–1857:
- 1799–1810: Friedrich August Leopold Löwe
- 1810–1815: F. A. L. Löwe / Carl Becker
- 1815–1818: H. P. F. Hinze
- 1818–1821: H. P. F. Hinze / Ludwig Huber
- 1821–1824: Graf von Hahn-Neuhaus
- 1824–1827: H. Santo
- 1827–1831: Georg Friedrich Engel
- 1832–1834: M. Ulbrich / W. Gerstel
- 1834–1837: Carl Schütze
- 1837–1838: Carl Schütze / A. Drechmann
- 1838–1849: Friedrich Engel
- 1849–1850: J. Steiner / A. Brunner
- 1850–1857: Friedrich Engel

### Casinotheater
Am 3. März 1858 wurde erstmals in Lübeck ein von Grund auf zu diesem Zweck konzipierter Theaterbau eröffnet, der neben der Bühne auch verschiedene Gesellschaftsräume enthielt. Knapp 50 Jahre sollte dieser Neubau Bestand haben. Hier fanden beispielsweise die Lübecker Erstaufführungen von Der Ring des Nibelungen (zunächst ohne Götterdämmerung), Die Meistersinger oder Tristan und Isolde statt. Die von Thomas Mann beschriebenen Wagner-Erlebnisse hat man sich hier im Casinotheater vorzustellen, wo im Repertoiresystem eine große Bandbreite an Schauspiel- und Opernaufführungen zu sehen war.
Doch die Entwicklung ging weiter: Es mehrten sich Beschwerden über die Unbequemlichkeit des Zuschauerraums. So kam es der allgemeinen Stimmung entgegen, dass jüngere Erkenntnisse in Fragen der Feuersicherheit, verschiedene spektakuläre Theaterbrände seit Ende des 19. Jahrhunderts und schließlich verschärfte Sicherheitsgesetze den Senat zur Schließung des alten Theaters zu Ostern 1905 veranlassten.
Lübecker Theaterdirektoren 1858–1908:
- 1858–1864: Friedrich Engel
- 1864–1868: Leopold Riel
- 1868–1871: Carl Gaudelius
- 1871–1873: Frau Gaudelius / Friedrich Engel
- 1873–1874: Bruno Langer
- 1874–1876: Peter Grevenberg
- 1876–1878: Paul Borsdorff
- 1878–1882: Richard Jesse
- 1882–1885: Walter Hasemann
- 1885–1886: Sigmund Lauterberg
- 1886–1898: Friedrich Erdmann-Jeßnitzer
- 1898–1900: Max Heinrich
- 1900–1905: Franz Gottscheid
- 1905–1908: Ludwig Piorkowsky

### Bauplatzdebatte
Damit stellte sich die Frage nach der Zukunft des Theaters in Lübeck neu. Schnell einigte man sich darauf, einen Neubau und nicht etwa einen Umbau des alten Theaters anzustreben. Doch wo sollte die neue Bühne errichtet werden? Gerade vor dem Hintergrund der Brandschutzargumentation favorisierten viele ein freistehendes Theater, wie es in den meisten deutschen Städten zu finden war. Über neun Monate dauerte die Bauplatzdebatte. Die Theaterfrage drohte zur Farce zu werden, bis endlich Senator Emil Possehl den Gordischen Knoten durchschlug und mit einem an ein Ultimatum gebundenes Angebot einer großzügigen Grundstücksschenkung Ende 1905 die Entscheidung herbeiführte: Gebaut wurde auf dem angestammten Theaterareal in der Beckergrube.

### Dülferscher Theaterneubau
Ein Wettbewerb unter den bedeutendsten Theaterarchitekten der Zeit entschied über die Vergabe des Projektes, das in der Ausschreibung folgendermaßen charakterisiert wurde: „Das Theater soll zur Aufführung von Opern und Schauspielen benutzt werden. Die Bühneneinrichtung ist so zu treffen, dass das Haus sowohl für die Wagner’sche Oper, wie auch für das Konversationsstück benutzt werden kann.“ Die Wahl fiel zugunsten eines in sich geschlossenen Jugendstil-Entwurfes von Professor Martin Dülfer aus.
Am 1. Oktober 1908 öffnete das neue Theater seine Pforten und erstaunte, begeisterte und befremdete das Publikum mit seinem reichen, ungewohnten Jugendstildekor – allem voran im Großen Haus mit seiner von Meeresornamentik geprägten Decke. Schon zur Eröffnungsfeier kam das Orchester des Vereins der Musikfreunde zum Einsatz, das heutige Philharmonische Orchester, das neben seinen Sinfoniekonzerten fortan auch die Opernaufführungen im neuen Haus spielte.

#### Weitere Spielstätten
Musste in den ersten 13 Jahren das Große Haus noch alle Opern- und Schauspielaufführungen beherbergen, so gewann das Theater 1921 vorübergehend die „Kammerspiele am Fünfhausen“ als Bühne v. a. für das zeitgenössische Schauspiel hinzu, die 1925 dann von dem zu den „Kammerspielen“ umgewidmeten „Marmorsaal“ abgelöst wurden. Zur Studiobühne mauserte sich später das ehemalige Speisezimmer, das seit dieser Spielzeit als „Junges Studio“ ein neues Profil gewonnen hat.

#### 100-jähriges Jubiläum
Mit dem Dülferschen Theaterneubau hat Lübeck 1908 einen Ort gewonnen, an dem sich bis heute das Lübecker Theaterleben konzentriert. Dazwischen lagen Zeiten des Wohlstands und der Mittelknappheit, zwei Weltkriege, die das Theater glücklicherweise unbeschadet überstand, verschiedene Umbaumaßnahmen und schließlich eine umfassende Sanierung zwischen 1993 und 1996, die die alte Jugendstilpracht zu neuem Glanz brachte, den Standard des Hauses in technischer und sicherheitstechnischer Hinsicht verbesserte, der aber die dritte Sparte des Theaters, das Ballett, zum Opfer fiel.
In der Spielzeit 2008/2009 feierte das Theater Lübeck sein 100. Jubiläum und erinnerte in zahlreichen Veranstaltungen an die vielfältige Geschichte des Hauses, gab Einblicke in die Theaterarbeit und präsentierte sich einmal mehr als kulturelles Kraftzentrum der Hansestadt Lübeck.

#### Liste der Direktoren und Intendanten
Die Direktoren (bis 1923) und Intendanten (ab 1924) des neuen Lübecker Theaters wurden von Günter Zschacke in einer Artikel-Serie zum 100-jährigen Theaterjubiläum in der Lübecker Stadtzeitung dargestellt:
1. 1908–1911: Georg Kurtscholz (Der erste Direktor)
2. 1911–1918: Stanislaus Fuchs (Kenner der Szene)
3. 1918–1923: Paul von Bongardt (Der Opernliebhaber)
4. 1923–1925: Georg Hartmann (Der erste Intendant)
5. 1925–1929: Thur Himmighoffen (Thomas Mann in der Vaterstadt)
6. 1929–1932: Otto Liebscher (Zeit der Krisen)
7. 1932–1934: Edgar Groß (Neuer Zeitgeist)
8. 1934–1943: Robert Bürkner (Feierstätte der Nation)
9. 1943–1944: Otto Kasten (Gleich zwei Chefs)
10. 1945–1947: Friedrich Siems (dito)
11. 1948–1951: Hans Schüler (Kunst braucht Geld)
12. 1951–1958: Christian Mettin (Mehr Öffentlichkeit)
13. 1959 (interim): Christoph von Dohnányi (dito)
14. 1959–1964: Arno Wüstenhöfer (Parteienstreit)
15. 1964–1968: Walter Heidrich (Geholt und gefeuert)
16. 1968–1979: Karl Vibach (Musical-Spezialist)
17. 1979–1991: Hans Thoenies (Hans im Glück)
18. 1991–2000: Dietrich von Oertzen (Der Sanierer)
19. 2000–2007: Marc Adam (Adieu Intendant)

#### Herausragende Intendanten
In seinem Buch Lübeck und sein Theater. Die Geschichte einer langen Liebe aus dem Jahr 1996 stellte Wolfgang Tschechne drei Lübecker Intendanten besonders heraus, nämlich:
- Arno Wüstenhöfer (S. 151 ff.)
- Karl Vibach (S. 153 ff.)
- Hans Thoenies (S. 155 ff.)

Und unter der Überschrift Vier Jahrzehnte, vier Intendanten – die letzten ihrer Art in Lübeck? stellte Klaus Brenneke im Jubiläumsjahr 2008 im Heft 14 der Lübeckischen Blätter mit besonderen Akzenten vor:
- Karl Vibach als „sanguinisches Vollblut“ (S. 228)
- Hans Thoenies als „umgänglichen Rheinländer“ (S. 228)
- Dietrich von Oertzen als „spröden Preußen“ (S. 228 ff.)
- Marc Adam als „charmanten Elsässer“ (S. 230)

#### Direktorium
Die Geschichte der insgesamt 17 Intendanten am Lübecker Theater (ohne die kommissarisch tätigen Intendanten Siems und v. Dohnányi) hatte nach Marc Adams Amtszeit (2000–2007) ein Ende. Ein Dreier-Direktorium folgte mit dem schon eingeführten Brogli-Sacher (bis 2013), der Berufung des aus der Bremer Shakespeare Company hervorgegangenen Schauspieldirektors Pit Holzwarth und vor allem mit Christian Schwandt als geschäftsführendem Direktor. Damit hatten die Verantwortlichen, an ihrer Spitze die damalige Kultursenatorin Annette Borns, erfolgreich begonnen, das von Marc Adam hinterlassene Defizit von rund einer Viertelmillion Euro zu senken und künstlerisch vor allem mit dem Wagner-Mann-Projekt Akzente zu setzen, die die „Zielvereinbarung 2008 bis 2012“ zwischen Theater und Stadt mit Inhalt füllten. Neben Schwandt und Holzwarth sind heute Katharina Kost-Tolmein und Stefan Vladar in der Theaterleitung tätig. Schwandt und Kost-Tolmein werden ihr Amt mit Ende der Spielzeit 2019/20 aufgeben.

## Vom Passionsspiel zum Stadttheater: Flensburg

### Mittelalterliches Theaterspiel
Die Theatergeschichte Flensburgs reicht nachweislich bis in das Jahr 1450 zurück. In St. Marien führten Bürger unter der Anleitung von Geistlichen ein Passionsspiel auf. Mit der Gründung der Lateinschule 1566 kam es zur Aufführung von Schuldramen, die sich am Vorbild der römischen Autoren Plautus und Terenz orientierten. Für 1582 ist die Aufführung eines Spiels Tobias belegt. Ab 1598 spielten die Lateinschüler ihre Stücke auch in deutscher Sprache. 1622 führte man im Schloss Duburg die Komödie in niederdeutscher Sprache Abraham von Johannes Moth auf.

### Gastspiele im Rathaus
Nach 1650, als sich im gesamten Römisch-Deutschen Reich deutsche Theatergesellschaften nach dem Vorbild der englischen Komödianten bildeten, gastierten einige von ihnen in Flensburg mit so genannten Haupt- und Staatsaktionen. Für die Vorstellungen nutzten die Wandertruppen den großen Saal des 1445 erbauten Alten Rathauses. Bis zur Mitte des 18. Jahrhunderts gastierten regelmäßig Gesellschaften in der Fördestadt.
Mit dem Aufkommen des Pietismus häuften sich die Theaterverbote. Ein solches erließ der dänische König Christian VI. für die Jahre von 1738 bis 1749. Die Begründung: Den „jungen Leuten“ würde „allmählich das Geld aus dem Beutel gelockt“. Den Komödianten warf er vor, sie hingen „insgeheim einem liederlichen Leben“ an.
Mit dem Gastspiel der Schleswiger Hofschauspielergesellschaft 1787 begann für die Flensburger eine bis heute nicht abgerissene Theatertradition.

### Erstes Theatergebäude
1795 eröffnete das erste bürgerliche Theater Schleswig-Holsteins (abgesehen vom Altonaer Schauspielhaus, das bereits 1783 seine Pforten geöffnet hatte) seinen Spielbetrieb. Für 18 577 Mark hatte man ein Theatergebäude errichtet, das ein Halbrund mit Stehparkett, Parkett und einen Rang mit 13 Logen besaß und 800 Zuschauern Platz bot. Am Eingang war der Spruch zu lesen: „Tretet ein, auch hier sind Götter.“ Als erstes Stück war die Komödie Die Mündel des damaligen Erfolgsautors August Wilhelm Iffland zu sehen. Das Theater entwickelte sich zum kulturellen Mittelpunkt der Stadt.

#### Theatralische Gesellschaft
Um nicht allein auf den winterlichen Kurzbesuch des Schleswiger Hoftheaters angewiesen zu sein, gründeten 1798 Advokat Ludwig August Gülich (1773–1838) sowie Kaufmann und Hobby-Poet Andreas Peter Andresen eine „Theatralische Gesellschaft“, die 21 Herren, sechs Damen, drei Kinder und diverse Hilfskräften als Laienschauspieltruppe vereinte. Die von Gülich verfasste Satzung regelte die Rollen-Zuteilung, verbot Nichtverwandten Küsse auf den Mund und drohte mit Geldstrafen, falls Schauspieler bei Proben fehlten. Trotz allem Eifer scheiterte die Truppe nach nur anderthalb Jahren an Zeitmangel infolge beruflicher Inanspruchnahme sowie unzureichender Finanzmittel.

#### Nationaltheater
Als neue Idee wurden das Engagement einer festen Schauspieltruppe und die Gründung eines „Nationaltheaters“ erwogen. Der Magistrat stimmte dem zu in der Hoffnung, ein solches Unterfangen könnte die Leute von Wirtshaus und Tanzboden fernhalten.
Mit Eintreffen der königlichen Konzession begann im Dezember 1799 der Spielbetrieb. Die Kloß- und Hansingsche Schauspielgesellschaft führte wieder ein Stück von Iffland (Alte und neue Zeit) auf, doch schon nach 77 Vorstellungen erwies sich das Unternehmen als undurchführbar. Ohne Nation war kein Nationaltheater möglich, wie schon Lessing 30 Jahre zuvor in Hamburg nach dem Scheitern der Entreprise von 1767/1769 konstatieren musste. Die Regierung in Kopenhagen verbot nach nur fünf Monaten im April 1800 einen Parallelbetrieb in der Flensburger Spielzeit der Schleswigschen Hoftheatergesellschaft.

#### Schleswiger Hoftheatergesellschaft
Die Schleswiger Hoftheatergesellschaft sorgte auch in den politisch wechselhaften Folgejahrzehnten regelmäßig für Unterhaltung und geistige Anregung in Flensburg. Bis 1807 zeigten die Schleswiger hier während ihrer alljährlich achtwöchigen Spielzeit 36 Vorstellungen vor jeweils 12.000 bis 14.000 Zuschauern.
Im Herbst 1822 bot die neuaufgestellte Hofschauspielergesellschaft unter Direktor Huber 46 Aufführungen, neben Posse und Lustspiel zumeist anspruchsvolles Schauspiel und Oper im Sinne aufklärender Belehrung.
Im November 1828 brachte Hubers Nachfolger Kossel mit „Quatern! Burenspeel“ eine erste plattdeutsche Theateraufführung auf die Bühne, der in den kommenden Jahren auch in Flensburg weitere folgten.
In der ersten Hälfte des 19. Jahrhunderts wurden auch dänischsprachige Aufführungen vor allem von J. L. Heiberg und H. C. Andersen ins Programm genommen – ein Balanceakt angesichts begrenzter Kenntnis und Wertschätzung des Dänischen im vornationalen Flensburger Bürgertum der Gesamtstaatszeit.

### Dreimal Tivoli

#### In der Großen Straße
Der Hofschauspieler und Gastwirt Friedrich Hohl betrieb seit 1844 „Hohls Halle“ in der Norderstraße 6. 1845 zog Hohl um in „Raschs Hotel“, Große Straße 56 am Nordermarkt. Im Mai 1847 beantragte und erhielt er die Konzession für eine Sommerwirtschaft nach dem Vorbild des Kopenhagener Tivoli im Garten des Hauses Große Straße 36.
Hohl arrangierte zusammen mit seiner Frau Auguste theatralische Vorstellungen, Lustspiele, Schwänke und Klassiker von Schiller, Kleist und Grillparzer, im Winter in „Hohls Halle“, im Sommer im „Tivoli“. Zusätzlich wollte er seine Besucher mit Gesellschaftsspielen, einem Museum mit 120 Figuren aus der Mythologie, mit Bolzenschießen, einer Leihbibliothek mit rund 500 Titeln und einem orientalisch beleuchteten Wintergarten unterhalten.
Vielseitig begabt, komponierte er zudem zwei Musikstücke. Das Unternehmen endete in den nationalen Wirrungen nach dem Dreijahreskrieg (1848–1850/51). Hohl eckte als Schauspieler der Schleswiger Hofgesellschaft politisch an, verlor für 1851 seine Gaststättenkonzession und verließ Flensburg.

#### In der Friesischen Straße
Die Namenstradition des „Tivoli“ wurde vier Jahre später wiederbelebt. Am 6. August 1854 erwarb der Graveur Nicolaus Andresen den ausgedehnten Schmidt‘schen Garten an der Friesischen Straße zwischen Kleiner Exe und Ochsenmarkt. Hier plante er ein Gebäudeensemble mit Kegelbahn, Treibhaus, Stallungen, Waschhaus und Wohnungen sowie ein Theater mit bedecktem Zuschauerplatz für 600–700 Personen – ein neues Tivoli. Rasch entstanden hier ein zweistöckiges Haus (Friesische Straße 97) sowie östlich nebenan eine offene Bühne.
Die Spielgruppe um Direktor Keßler begann am 1. Juni 1856 im „Tivoli“ mit ihren Sommeraufführungen. 1863 verkaufte Andresen das Anwesen an J. C. Börnsen, der es als „Börnsens Tivoli“ weiterführte, bevor es 1871, gründlich renoviert, unter Theaterdirektor C. H. J. Becker als „Beckers Tivoli“ fortlebte.

#### Im oberen Südergraben
Inzwischen war es zu einer Konkurrenzgründung gekommen: 1864 wurde „Börnsens Tivoli“ von der Armee als Magazin benötigt, woraufhin kurzzeitig eine Aufführungsvakanz eintrat. Dieser Umstand begünstigte am 5. Juni 1864 die Eröffnung eines neuen Sommertheaters im oberen Südergraben, nach dem Inhaber „Nölcks Tivoli“ benannt. Ab April 1865 ergänzte eine große Zuschauerhalle die dortige Spielstätte, für dessen Bühnenprogramm bis 1871 Theaterdirektor Witt verantwortlich war, der während der Wintersaison 1864/65 bereits das Stadttheater leitete.

### Besonderheiten

#### Prominente Gäste
Zur Freude der Unterhaltung suchenden Flensburger konkurrierten das „alte Tivoli“ unter Becker (bis 1872), Nölcks „neues Tivoli“ (ab 1873 bis 1913 „Flensburger Tivoli“ genannt), das Stadttheater sowie zahlreiche Laiengruppen in den fast 300 Flensburger Vereinen um die Gunst des Publikums. Zahlreiche damalige Stars und Sternchen fanden so den Weg nach Flensburg, darunter:
- 1865: der Violinist und Hofsolist Leopold Auer
- 1866: die Opernsängerin und Schauspielerin Marie Seebach[20]
- 1870: der Zauberkünstler Ernst Basch
- 1874: die Schriftstellerin und Schauspielerin Helene von Dönniges, deretwegen der Sozialist Ferdinand Lassalle 1864 in einem Duell getötet wurde.
- 1876: die Sängerin und Schauspielerin Felicita von Vestvali
- 1877: die Schauspielerin Lotte Mende
- 1880: der Magier Samuel Bellachini sowie der armlose Violinist und Kunstschütze Carl Herrmann Unthan.

Neben diesen externen Saisongästen bestimmten die Schauspielergesellschaften um Carl H. J. Becker und Albert Keßler das Bühnengeschehen jener Jahrzehnte. Oftmals spielten sie das ganze Jahr hindurch: Die Wintersaison im Stadttheater ging direkt in das Sommertheater im Tivoli über.

#### Konzession und Kontrolle
Voraussetzung für den Spielbetrieb blieb nach den politischen Umwälzungen von 1864/67 auch in preußischer Zeit sowie im Kaiserreich die behördliche Konzession. Sie erlaubte der Obrigkeit einerseits die Wahrung von Qualitätsstandards. So wurde 1879 Schauspieldirektor Gewecke eine neuerliche Konzession „wegen Unfähigkeit“ verweigert. Andererseits ermöglichte dieses Verfahren eine Kontrolle der Bühnenaktivitäten. In Flensburg mussten laut „Polizeiverordnung von 1885“ Theaterstücke und Gesangstexte zweifach eingereicht und etwaige Veränderungen im vorab genehmigt werden. Abweichungen in Wort oder Handlung vom polizeilich autorisierten Exemplar waren verboten.

#### Deutsche Erstaufführung von „Nora“
Ein besonderes Theaterereignis fand am 6. Februar 1880 in Flensburg mit der deutschen Erstaufführung von Henrik Ibsens später weltberühmtem Ehedrama „Nora“ statt. Die Erlaubnis dazu erhielt Stadttheater-Direktor Stanislaus von Glotz direkt vom Verfasser, der in seinem Stück das gesellschaftliche Bild der Frau angreift und letztere zum Ausbruch aus dem „Puppenheim“ aufruft.
Als Vorlage der Flensburger Aufführung diente die Bearbeitung aus dem Dänischen von Wilhelm Lange. Der „durchschlagende Erfolg“ veranlasste von Glotz zu vier weiteren Darbietungen in Flensburg, am 8., 13., 16. und 27. Februar. Da von Glotz zugleich als Leiter des Schleswiger Stadttheaters fungierte, zeigte er „Nora“ am 18. Februar 1880 auch dort – allerdings erst zehn Tage nach der Flensburger Erstaufführung.
Ibsen wurde in der Folgezeit ein in der Fördestadt häufiger gespielter Autor. Im März 1893 brachte Direktorin E. von Bastineller im „Kolosseum“ sein damals sehr umstrittenes Drama „Gespenster“ zur Aufführung.
Und im März 1908 zeigte hier das „Rehoff-Ensemble“ die Ibsen-Stücke „Die Frau vom Meer“ und „Rosmersholm“ sowie 1909 „Nora“ und „Baumeister Solness“.

#### Abriss des Theaters
Nach dem Brand des Wiener Ringtheaters Anfang Dezember 1881 wurden alle Theatergebäude in Deutschland auf ihre Brandsicherheit überprüft. Das 85 Jahre alte Haus, ein 30 Meter langer und 15 Meter breiter Holz-Steinbau, konnte die Kriterien nicht erfüllen. Daher riss man 1883 das Theater und das alte Rathaus ab.

#### Interim und Gastspiele
„Nölcks Tivoli“ übernahm nach Abbruch des Theaters die Interimsfunktion eines Stadttheaters. Schauspieler diverser Bühnen schlossen sich in einer „Tivoli-Theatergesellschaft“ zusammen und brachten unter der Leitung eines technischen Direktors weiterhin Jahr für Jahr und Saison für Saison Stücke zur Aufführung. Hinzu kam, jeweils im April, die sogenannte „Monatsoper“.
Auch die großen Flensburger Gaststätten „Sanssouci“, „Bellevue“ oder „Kolosseum“ hatten regelmäßig Bühnenstücke auswärtiger Spielensemble im Programm. Außerdem agierten hier zahlreiche spielbegeisterte Laien, die als „Dilettanten“ manches Vereinsvergnügen mitgestalteten.
Und wiederum fand in jenen Jahren mancher Stargast den Weg nach Flensburg:
- 1884–1886, 1888, 1891: Operntenor Heinrich „Hein“ Bötel, vormals Droschkenkutscher
- 1886/1887: Schauspieler und Autor Karl Sontag
- 1890–1892: Sänger und Theaterdirektor Bernhard Pollini
- 1890: Schauspielerin Klara Ziegler
- 1890: Bariton und Theaterdirektor Georg Wilhelm Brandes
- 1890: Wagner-Tenor Heinrich Gudehus
- 1890: Charakter-Schauspieler und Regisseur Friedrich Haase
- 1890: Schauspieler, Bariton und Filmpionier Franz Porten
- 1891: Sopranistin und Primadonna Franceschina Prevosti[25]
- 1891: Luther-Schriftsteller Hans Herrig
- 1891: Charakter-Schauspieler Robert Nhil
- 1892/1893: Dirigent, Komponist und Maler Theodor Biester (1865–1945)[26]
- 1892: Tenor und Theaterdirektor Wilhelm Birrenkoven
- 1896: Kraftartist, Schauspieler und Berufsringer Emil Naucke

Ab 1891 kam einmal im Jahr das plattdeutsche Hamburger Ensemble unter der Leitung von Albert van Gogh für drei Tage auch nach Flensburg und feierte hier wie im ganzen norddeutschen Bereich große Erfolge.
Überhaupt prägten die Gastspiele reisender Gesellschaften bis zum Ende des 19. Jahrhunderts die Theaterszene. Dabei gab es manchen Höhepunkt, wie z. B. den Gastauftritt des Komponisten Pietro Mascagni, der 1899 die Sängerhalle füllte.

### Neubau des Theaters
Seit 1882 plante man einen Neubau, doch der konnte erst 1894 eröffnet werden. Nach Plänen des Stadtbaurates Otto Fielitz errichtete man bei Baukosten von 35.500 Mark ein Gebäude, dessen Stil sich an italienischen Renaissancebauten orientierte und das mit der Verwendung von Backsteinen zugleich norddeutsche Bautraditionen aufgriff. 850 Plätze standen zur Verfügung.

#### Erste Direktoren
Als erster Direktor pachtete für 3.000 Mark Emil Fritzsche das noch heute genutzte Theater. Er hatte auch ein Festspiel in Versen verfasst, in dem es u. a. hieß: „O möge nun in dieser Feierstunde erstehen zwischen uns ein inn’ges Band, das Eurem schönen Lande bringe Kunde, welch‘ herrlich‘ Werk für immer hier entstand.“ An die gut gemeinten Verse schloss sich Beethovens Die Weihe des Hauses an. Schillers Wilhelm Tell war dann das erste Stück, mit dem sich das Ensemble aus 27 Darstellern vorstellte.
Auf Fritzsche, der bis 1902 blieb, folgten:
- Harry Oscar (1902–1912) und
- Ernst Bornstedt (1912–1934).

Vor allem Bornstedt hatte in seiner Ära großen Erfolg.

#### Grenzlandtheater
Die „Machtergreifung“ Adolf Hitlers 1933 brachte eine starke Ideologisierung der Kunst, vor allem auch des Theaters. In Flensburg schickte man Bornstedt in Rente, und das damals so genannte „Grenzlandtheater“ wurde von zwei strammen Parteigenossen bis 1945 geleitet, zuerst von
- Hermann Nissen (1934–1937), dann von
- Rudolf Ziegler (1937–1944).[29]

Mit dem „totalen Krieg“ war für das Theater auch in Flensburg ab dem 1. September 1944 Schluss.

#### Wieder Stadttheater
Erst am 24. Oktober 1946 hob sich wieder der Vorhang. Bis 1974 leiteten als Intendanten das Mehrspartenhaus:
- Walter Eckhardt (1945–1947)
- Fritz Rohrbeck (1948/1949)
- Rolf Prasch (1949–1951)
- Heinrich Steiner (1951–1959)[30]
- Benno Hattesen (1959–1974).

#### Finanzielle Probleme und Übergang
Die Zeit von Benno Hattesen kann man, was Länge und Erfolg angeht, mit der von Ernst Bornstedt vergleichen. Zunehmend hatte er jedoch mit finanziellen Problemen zu kämpfen, die schließlich mit dazu führten, dass aus den einst selbstständigen Theatern Flensburg, Rendsburg und Schleswig unter Einschluss des Nordmark-Sinfonie-Orchesters das Schleswig-Holsteinische Landestheater und Sinfonieorchester gebildet wurde.

## Vom Musenhof zum Stadttheater: Schleswig

### Schloss Gottorf
Herzog Friedrich III. ist als der eigentliche Begründer des „cimbrischen Musensitzes“ anzusehen. Grund für diesen künstlerischen Aufschwung war der Dreißigjährige Krieg, der Schleswig halbwegs verschonte und deshalb viele Künstler anzog.

#### Musik
Friedrichs Sohn, der für Kunst und Musik aufgeschlossene Herzog Christian Albrecht, hatte bereits kurz nach seinem Regierungsantritt 1659 ein Hoforchester auf Gottorf begründet und einen Hofkapellmeister berufen. In der Folge kam es in den Jahren ab 1668 zu ersten Opernaufführungen im italienischen Stil im Hirschsaal.
Nach der Schlacht bei Fehrbellin 1675 wurde Christian Albrecht, der in den militärischen Auseinandersetzungen zwischen Dänemark, Schweden, Brandenburg und Frankreich auf der „falschen“ – der schwedischen – Seite gestanden hatte, von seinem Schwager König Christian V. im „Rendsburger Rezess“ zum Verzicht auf die Souveränität im Herzogtum Schleswig gezwungen und ging für vier Jahre nach Hamburg ins Exil.
Seinen Kapellmeister Johann Theile nahm er mit – und 1678 wurde mit einer von diesem komponierten Oper das neue Hamburger Musiktheater am Gänsemarkt eröffnet. Die noch junge Tradition der Gottorfer Barockoper wurde damit in Hamburg fortgesetzt.
Johann Sigmund Coußer, der 1694 von Herzog Christian Albrecht ein Auftrittsprivileg für vier Jahre zum Kieler Umschlag erhalten hatte, wirkte in Hamburg von 1693 bis 1696 als Komponist und Kapellmeister und empfahl sich dem Herzog für das erbetene Privileg mit einem ihm gewidmeten Singspiel.
Für die Theatergeschichte Hamburgs und Schleswig-Holsteins erwies sich der „Staatsstreich“ des dänischen Königs als Gewinn, denn nach seiner Rückkehr nach Gottorf und der Restitution in seine Rechte wurden die Opernaufführungen auch dort wieder aufgenommen, und Christian Albrecht setzte sich engagiert für Gastspiele der Hamburger Oper auch in Kiel ein.
Das Gottorfer Musikleben war also von entscheidendem Einfluss für die Hamburger Oper. Zahlreiche höfische Feste mit Feuerwerken, theatralischen Aufführungen und Aufzügen verdeutlichen das aufstrebende kulturelle Leben Schleswig-Holsteins im 17. und 18. Jahrhundert.

#### Theater
„Wenn die Liebe für Musik und musikalische Aufführungen, wie auch für das Theaterleben in Schleswig bis heute einen besonders empfänglichen Boden gehabt hat, so ist auch diese Neigung zum guten Teil durch die Gottorfer Herzöge geweckt worden. Diese unterhielten von je her eine eigene Hofkapelle, die namentlich durch den musikliebenden Herzog Christian Albrecht gepflegt wurde und an deren Spitze u. a. Künstler wie der … Musiker Theile, ferner William Brade, Aug. Pfleger, Joh. Ph. Förtsch und Georg Österreich standen. An hohen Festtagen und bei besonderen Feierlichkeiten wirkte die Hofkapelle in der Domkirche mit, um den Gottesdiensten eine besondere Weihe zu geben. Im Ballhause auf Gottorf zeigte sich von Zeit zu Zeit eine wandernde Schauspielergesellschaft. Es werden uns als deren Leiter u. a. Carl A. Paulsen und später auch Velthen genannt, beide geschätzte und kunstbegabte Mimen, die dem damaligen Theaterwesen Richtung und Weg zu seiner Weiterentwicklung gezeigt haben. Daneben boten auf dem Rathause die leichter geschürzten Jünger Thaliens ihre Künste dar. Puppenspieler, Linienflieger (d. s. Seiltänzer) und ähnliche ‚Histrionen’, deren Namen mit ihrem Abtritt von der Lebensbühne verklungen sind.“

### Ballhaus
1750 wurde das westlich vom Schloss Gottorf gelegene Ballhaus zum Theater umgebaut und blieb es bis 1839. Es bot 295 Zuschauern Platz.
In der wichtigsten Epoche der deutschen Theatergeschichte hatte Schleswig eine besondere Bedeutung. Gotha, Mannheim und Schleswig waren nämlich 1781 die einzigen Städte Deutschlands, die ein Hoftheater mit eigenem Ensemble besaßen.
- Dem ersten Gottorfischen Hoftheater gab der königliche Statthalter Carl von Hessen den Namen „Hofschauspielergesellschaft“. Sie existierte bis 1783.
- 1787–1807 folgte die zweite Hofschauspielergesellschaft. Beide profitierten jetzt umgekehrt vom Hamburger Schauspielstil, was dem Intendanten Abel Seyler zu verdanken war. Die hiesigen Aufführungen wurden vorbildlich und prägten den Stil des gesamten Theaterlebens im nördlichen Deutschland.[33]
- Die dritte Hofschauspielergesellschaft („Landgräfliches Hoftheater“) unter C. Schleemüller[34] 1833–1837 zeigte eine weitgehende Abkehr vom Sprechtheater zur Oper.[31]

Abgesehen von der Tatsache, dass das alte Ballhaus vor Gottorf baufällig geworden war und einer umfassenden Renovierung bedurfte, lag das Haus zudem für die Schleswiger Bürger sehr ungünstig. Die Altstadt war weit vom Schloss entfernt, und bei schlechtem Wetter war der Weg über die Dämme nahezu unbenutzbar.
Da das Ballhaus von Schleemüller gekauft worden war, hatte Landgraf Friedrich kein Interesse mehr an dem Bau und deshalb auch keine Einwände, als die Bürger der Stadt im April 1837 ein neues Schauspielhaus planten. Unternehmer dieses Projekts waren der Konditor Johann Cantieny, ein gebürtiger Schweizer, und der Maler Hammerich.

### Theater im Stadtweg
Hinter dem Haus Stadtweg Nr. 37 wurde ein ehemaliger Wagenschuppen zum Zuschauerraum umgebaut und ein Bühnenhaus neu errichtet. Der Zuschauerraum fasste 500 bis 600 Personen und soll eine gute Akustik gehabt haben.
„Trotz enger Gänge und Treppen und dem engumfriedeten Orchesterraum vor der Bühne, dem reichlich aufdringlichen Souffleurkasten im Vordergrund der letzteren und dem Vorhang mit der schwerfälligen Portièren-Malerei wirkte alles abgestimmt und anheimelnd.“
Das neue Haus war nach den baupolizeilichen Vorschriften errichtet worden, und selbst der Bauinspektor Meyer konnte keine Mängel feststellen. Das Schleswiger Stadttheater wurde durch Ludwig Huber im November 1839 mit Mozarts Oper „Figaros Hochzeit“ eingeweiht. Die Eintrittspreise unterschieden sich nicht wesentlich von denen des Gottorfer Ballhauses.
Außerhalb der eigentlichen Spielzeit im Winter und Frühjahr diente das Haus als Tanz- und Konzertsaal. Auf der Bühne wurden Ballette getanzt, zeigten Pantomimen und Equilibristen ihre Kunststücke und bauten Schausteller ihre Dioramen auf.
Am 18. April 1843 kam H. L. Schäffer als selbständiger Direktor einer neuen Gesellschaft nach Schleswig. Schäffer leitete in Verbindung mit dem theaterbesessenen Grafen Hahn-Neuhaus das Schleswiger Stadttheater, bis er 1846 aus politischen Gründen seines Amtes enthoben wurde. Er führte die Schleswiger Bühne 1850 noch einmal für kurze Zeit.
Von 1852 bis 1862 – durch die politischen und kriegerischen Auseinandersetzungen um die Schleswig-Holstein-Frage konnten seit 1848 keine regelmäßigen Aufführungen mehr stattfinden – wurde Schleswig durch das Flensburger Theater unter dem dortigen Direktor Albert Keßler bespielt. Dänische Schauspielergesellschaften besuchten nur 1857 und 1863 das Schleswiger Stadttheater.
Nach dem Deutsch-Dänischen Krieg (1864) kam es erst 1873 wieder zu einem selbständigen Schleswiger Stadttheater unter Leitung des Direktors L. Schindler.
Zu dieser Zeit zeigten sich bereits größere Probleme am Theatergebäude:
„Das Haus muss in einem traurigen Zustand gewesen sein. Man hat es 1875 als ‚Tivoli‘, also als Vergnügungsetablissement benutzt und dafür die Rückwand ausgebrochen, um den Garten in das Restaurant einzubeziehen. Im Winter wurde die Wand durch Bretter geschlossen, die die Kälte im Haus aber nicht genug abdämmen konnten.“
Die berühmte Gast-Schauspielerin Marie Seebach vom Thalia-Theater Hamburg erlitt 1875 dort sogar eine schwere Erkältung wegen „scheunenhafter Temperaturverhältnisse“.
1879 vereinigten sich die Stadttheater von Flensburg und Schleswig zu einem Verbandstheater unter Stanislaus von Glotz.
Liste der Direktoren des Stadttheaters Schleswig 1839–1850:
- 1839: Ludwig Huber
- 1842–1846: H. L. Schäffer (zeitweise mit Graf Hahn-Neuhaus)
- 1846: Ludwig Wollrabe
- 1847: Eduard Engelhardt und Graf Hahn-Neuhaus
- 1848–1849: E. Engelhardt
- 1850: H. L. Schäffer

Liste der (auswärtigen) Direktoren 1852–1872:
- 1852–1862: Albert Keßler, Stadttheater Flensburg
- 1861–1866: Leopold Friedrich Witt, Kiel-Flensburger Theater
- 1865–1866: Th. Ruhle, Stadttheater Flensburg
- 1868–1869: Carl Becker, Schleswig-Flensburger Theater
- 1872–1879: M. Steinitz, Sommertheater Schleswig-Schwerin-Mecklenburg

Liste der Direktoren des Stadttheaters Schleswig 1873–1882:
- 1873–1875: L. Schindler
- 1876–1879: F. Willers
- 1877: C. Wegeler
- 1878: Wilhelm Carl
- 1879: Stanislaus von Glotz, Schleswig-Flensburger Theater
- 1880–1882: A. Hirschfeld, Schleswig-Flensburger Theater

### Zwischenspiel „Bellevue“
Der katastrophale Brand 1881 im Wiener Ringtheater schreckte weltweit alle Theaterbetreiber auf und führte zur Schließung vieler Theatergebäude, so auch in Schleswig im darauffolgenden Jahr. Von 1882 bis 1892 wurde das Schleswiger Theater – wie viele Theater in der Welt – wegen des Ringtheaterbrandes geschlossen.
In den folgenden zehn Jahren übernahm das Hotel „Bellevue“ die theatralischen Gastvorstellungen.
Außerdem ging Schleswig bis 1892 verschiedene „Theaterehen“ ein.
Liste der Theaterdirektoren 1882–1892:
- 1882: Emil Balk, Schleswig-Flensburg, Haderslebener Theater
- 1884: Th. Classens, Vereinigte Sommertheater Schleswig-Itzehoe
- 1885–1886: Gustav Weidt, Vereinigte Theater Schleswig-Eckernförde
- 1886–1889: Fritz Baars, Vereinigte Stadttheater Schleswig-Hadersleben
- 1888: Ludwig Muff (Inh. W. Schütt), Vereinigte Stadttheater Schleswig-Rendsburg
- 1889–1893: F. B. v. Bastineller, Vereinigte Stadttheater Schleswig-Itzehoe
- 1890: W. Grosser (Inh. Feddersen), Vereinigte Stadttheater Schleswig-Rendsburg
- 1890–1892: Eduard Härting (Inh. Fr. Laarsen), Vereinigte Stadttheater Schleswig-Uelzen
- 1892: W. Grosser (Inh. Feddersen), Vereinigte Stadttheater Schleswig-Rendsburg

### Theater im Lollfuß

#### Stadttheater als privates Unternehmen
Nach der 1882 erfolgten Schließung des Schleswiger Theaters dauerte es eine Weile, bis sich die Stadtväter, dem Druck der Theaterfreunde nachgebend, mit einem Neubau befassten. Als Garnison- und Behördenstadt waren „Freizeitangebote“ wichtig. Am 29. Dezember 1888 wurde einstimmig beschlossen, den Bau eines städtischen Schauspielhauses in die Hand zu nehmen.
Im April 1890 bot sich der Gastwirt Carl Nissen bei der Stadt als Bauherr für ein „Gesellschaftshaus“ im Lollfuß 51 an. Ihm wurde dafür ein Darlehen in Höhe von 120.000 Mark eingeräumt, das fortan als Hypothek auf seinem Grundstück lastete. „Schleswig erhielt damit wieder das langentbehrte Theater, das aber trotz des namhaften Zuschusses aus der Stadtkasse sich nicht auf Dauer zu halten vermochte.“
Am 30. September 1892 fand die Eröffnungsvorstellung statt. Gespielt wurde das Stück „Der Hüttenbesitzer“ – ein Schauspiel in vier Akten von Georges Ohnet. Das neue Theater umfasste 800 Plätze. Die damals aktuellen Brandschutzbestimmungen erlaubten das Rauchen nur noch im Foyer. Außerdem verfügte das Theater über einen „Eisernen Vorhang“ als Brandschutz.
Von 1892 bis 1903 wurde im neuen Stadttheater selbständig gespielt. Nach diesem Jahrzehnt der Eigenständigkeit schloss sich Schleswig 1904 der „Subventionierten Stadttheatergemeinschaft Schleswig-Wismar-Rendsburg“ unter dem Direktor Hans Polte an, und ab 1912 trat es dem von Husum und Rendsburg begründeten „Schleswig-Holsteinischen Verbandstheater für Volksbildung“ bei, das von Friedrich Herold geleitet und bis 1924 unter dem Namen „Nordmark-Verbandstheater“ geführt wurde.
Das Theater ging 1910 in einem Zwangsverkauf an die Flensburger Exportbrauerei. Die der Stadt zustehende Hypothek wurde ausgezahlt, seitdem war die Stadt nicht mehr mit Kapital an dem Theatergebäude beteiligt.
Im Haus Lollfuß 51 (Stadttheater) wurde im Januar 1914 ein Kinematografentheater eingerichtet, es gab 334 Sitzplätze im Erdgeschoss.
Liste der Inhaber des „Stadttheaters“ Schleswig 1892–1924:
- 1892–1907: Carl Nissen
- 1907–1910: Bruno Schäffer
- 1910–1922: Flensburger Exportbrauerei
- 1922–1924: Stadt Schleswig

Liste der Direktoren des Stadttheaters Schleswig 1892–1924:
- 1892–1895: Willy Peters
- 1896: C. R. Hahn-Decker
- 1897: B. Decker
- 1898–1900: Carl Pötter
- 1900–1902: L. Friedr. Weiß
- 1903: H. Schebarth
- 1904–1910: Hans Polte
- 1910–1911: Ida verw. Polte
- 1912–1924: Albert und Friedrich Herold, Nordmark-Verbandstheater

#### Stadttheater als kommunale Einrichtung
Das im März 1922 zum Verkauf stehende Theatergebäude wurde von der Stadt Schleswig für 680.000 Mark erworben. „Beihilfen von Seiten des Reiches, wie des Staates und der Provinz erleichterten die Beschaffung der Kaufsumme, wie auch den späteren Ausbau des Bühnenhauses, sodaß die Höhe der Gestehungskosten des Theatergebäudes keine außergewöhnliche Belastung des städtischen Budgets zur Folge hatte.“
Im April 1924 wurde die Gründung des Nordmark-Landestheaters für Schleswig und Husum mit dem Sitz in Schleswig beschlossen. Das Bühnenhaus wurde im Laufe des Jahres 1924 komplett umgebaut, die Bühne neu errichtet. Am 2. November 1924 wurde das Theater nach dem großen Bühnenhausumbau wieder eröffnet. Als Festvorstellung wurde das Stück „Egmont“ – ein Trauerspiel von Wolfgang v. Goethe mit der Musik von Ludwig v. Beethoven aufgeführt.
Nachdem das Bühnenhaus 1924 eine moderne technische Einrichtung erhalten hatte und 1937 der Zuschauerraum umgebaut worden war, wurde das Haus unter wechselnden Intendanten bis 1944/45 geführt, zuletzt stellvertretend von Gertrud Hoffmann.

#### Drury Lane- und Renaissance-Theater
Nach dem Zweiten Weltkrieg requirierte die Britische Armee das Schleswiger Stadttheater und taufte es in „Drury Lane Theatre Schleswig“ um – in Anspielung auf das älteste noch bespielte Londoner Theater. Die Drury Lane, benannt nach einem britischen Staatsmann des 16. Jahrhunderts, ist zudem der Ort, an dem der „Muffin Man“ lebt, eine im englischsprachigen Raum bekannte Figur aus einem Kinderlied.
Auf deutscher Seite wurde zunächst im „Apollo-Theater“ im Großen Baumhof (u. a. auch von der Kriegerwitwe Fiete Krugel-Hartig) Theater gespielt, dann kehrten die Schauspieler – nach Rückgabe durch die Engländer – ins alte Haus zurück zu den Zeiten des „Renaissance-Theaters“ unter der Leitung von Kay Nicolai, das aber schon im März 1949 Konkurs anmelden musste.
Das aus der damaligen Not heraus gebildete „Zimmertheater“ befand sich in der sogenannten „Deutschen Brücke“ im Hause Stadtweg 26.

#### Spielstätte des Nordmark-Landestheaters
Am 1. September 1950 wurde das Theater im Lollfuß als Schleswiger Spielstätte des „Nordmark-Landestheaters“ unter dem neuen Intendanten Horst Gnekow mit Shakespeares „Sturm“ wieder eröffnet.
Das Haus fasste, nachdem es im Sommer 1955 völlig umgebaut worden war (was eigentlich einem Neubau gleichkam), 620 Personen. Die Spielzeit dauerte jeweils vom 16. August bis 30. April. Bei über 15 Gastspielorten hatte das Nordmark-Landestheater vor 1970 mehr als 1600 Abonnenten.
Dennoch stellten sich im Laufe der Zeit ungünstige Entwicklungen ein. Theo Christiansen schrieb darüber:
„Nach dem 2. Weltkrieg nahmen die Besucherzahlen im Lande zunächst stetig zu und erreichten 1961 den höchsten Stand. Danach sanken sie ständig ab. … Die Umsiedlung, die Motorisierung, das sich immer mehr durchsetzende Fernsehen und die zunehmende geistige Trägheit der Wohlstandsbürger sind einige der Gründe der absinkenden Besucherzahlen.“
Es wurden deshalb Verhandlungen eingeleitet, um den veränderten gesellschaftlichen Bedingungen Rechnung zu tragen, an denen auch der ehemalige Schleswiger Intendant Vibach beteiligt war. Sie mündeten am 26. Juni 1973 in der Gründung der „Schleswig-Holsteinische Landestheater und Sinfonieorchester GmbH“. Die Kernmitglieder waren Flensburg, Schleswig und Rendsburg. Weil Schleswig es – finanziell gesehen – am wenigsten nötig hatte, diese Fusion einzugehen, bekam es auf Verlangen die Generalintendanz, mit deren Leitung Horst Mesalla beauftragt wurde.
Das Theatergebäude im Lollfuß existiert heute nicht mehr. Es wurde 2011 wegen Baufälligkeit erst geschlossen und 2014/2015 schließlich abgerissen. Ein Neubau konnte bisher nicht realisiert werden. Die Generalintendanz wurde nach Rendsburg verlegt.

### Zwischenspiel „Slesvighus“
Spielstätte für das Landestheater ist in der Zwischenzeit bis zum Bau eines neuen Theaters das Versammlungshaus der dänischen Minderheit in Schleswig, das „Slesvighus“.

### Neubau einer Spielstätte
Das Land Schleswig-Holstein wollte den Bau einer neuen Spielstätte für das Landestheater in Schleswig zunächst mit 2,5 Millionen Euro bezuschussen, nachdem die Gesamtkosten auf 9,5 Millionen Euro geschätzt worden waren. Die Stadt erklärte sich bereit, mit 5 Millionen Euro das Vorhaben zu fördern. Weitere Mittel sollten aus einem Infrastrukturprogramm des Bundes kommen. „Das Bauvorhaben, das auch einen Orchestergraben vorsieht, ist damit gesichert“, meldeten die Schleswiger Nachrichten am 28. Februar 2017. Im Neubau sollen, so der Plan, wieder mit Ballett, Oper und Schauspiel drei Sparten zu erleben sein.
Die geschätzten Kosten für den Neubau sind inzwischen auf 12 Millionen Euro gestiegen. Das Land hat seine Zusagen auf 5,5 Millionen Euro erhöht und auch die Stadt wird mehr geben. Nicht mehr auf dem Hesterberg, sondern im Stadtteil „Auf der Freiheit“ soll das neue „Bespieltheater“ entstehen. Das hat die Ratsversammlung der Stadt Schleswig am 11. Februar 2019 beschlossen. Stadt, Kreis und Land haben im August 2019 ihre Beteiligung an den Baukosten in einer Vereinbarung festgehalten. Den sogenannten Letter of Intent unterzeichneten Kulturministerin Karin Prien (CDU), Landrat Wolfgang Buschmann und Schleswigs Bürgermeister Arthur Christiansen (beide parteilos).

## Vom Umschlag zum Opernhaus: Kiel

### Fahrende Schauspieltruppen beim Kieler Umschlag
In Kiel wurde schon seit dem 17. Jahrhundert Theater gespielt, und zwar während des Kieler Umschlags in der Zeit vom 6. Januar bis zum 2. Februar. Dann waren viele Menschen in der Stadt und genug Publikum für ein Theater vorhanden. Kiel hatte um 1600 nur 3000 Einwohner, 200 Jahre später waren es erst 7000. Ein ständiges Theater lohnte sich daher nicht. Es waren fahrende Schauspieltruppen, meist Gaukler und Possenreißer, die Kiel und andere Städte besuchten. Sie kamen aus ganz Deutschland, oft auch aus England, Holland und Dänemark.
Die erste größere deutsche Gruppe erschien 1671 zum Umschlag aus Hamburg auf Einladung Herzog Christian Albrechts, des Gründers der Kieler Universität. Auf Veranlassung seiner Witwe, die im Kieler Schloss residierte, war 1696 und 1697 die Hamburger Oper zu Gast. Das Interesse bei Angehörigen des Hofes und der höheren Stände muss groß gewesen sein, denn die Tageseinnahmen waren in beiden Jahren doppelt so hoch wie in Hamburg.
Das einfache Publikum dagegen zeigte weniger Interesse. Erstmals zum Umschlag von 1736, dann 1738 und 1739, war die berühmte Friederike Caroline Neuber, „die Neuberin“, in Kiel, die versuchte, das deutsche Theater nach französischem Vorbild zu erneuern und Dramen in der deutschen Hochsprache zu inszenieren statt der üblichen „Hanswurstiaden“. 1736 musste sie wegen ihres großen Erfolges zehn Wochen in Kiel bleiben.

### Gastvorstellungen des Schleswiger Hoftheaters
Gegen Ende des 18. Jahrhunderts war dann zunächst Schluss mit den reisenden Truppen in Kiel. Der kunstbegeisterte Landgraf Karl von Hessen-Kassel, 1768 zum Statthalter der Herzogtümer Schleswig und Holstein ernannt, gründete das Schleswiger Hoftheater, das nur in Schleswig und Kiel Vorstellungen gab.
Wenn das Hoftheater in Kiel war, spielte es täglich, in Schleswig dagegen nur drei Mal wöchentlich. Es wurden glänzende Stücke u. a. von Lessing, Shakespeare und Schiller gespielt, die man in keiner anderen Stadt besser sehen konnte, berichteten Reisende. Die unruhigen napoleonischen Zeiten bedeutendes das Ende des Hoftheaters, fahrende Ensembles traten wieder in Kiel auf.

#### Rathaus und Ballhaus als Spielstätten
Die Theateraufführungen im 17. und in der ersten Hälfte des 18. Jahrhunderts fanden zunächst im alten Rathaus am Markt in der Diele im ersten Stock statt und im gegenüberliegenden Tanzsaal an der Ecke Markt/Dänische Straße. 1671 stellt der Herzog auch das Ballhaus in der Schuhmacherstraße zur Verfügung. Das war ein Bau für das Ballschlagen, das nach französischem Vorbild eine akademische Leibesübung im Barock war. Das Gebäude stand in der Schuhmacherstraße etwa an der Stelle des heutigen Kaufhauses Karstadt.

#### Umbau des Ballhauses
1764 konnte Brigitta Hagedorn, die damalige Besitzerin, das Ballhaus zu einem „Opern- und Comödienhause“ umbauen. Kiel besaß nun ein erstes richtiges Theater mit Bühne und Zuschauerraum. Im Laufe der Zeit wurde das Gebäude immer baufälliger. Das Gestühl war primitiv, der Bau altersschwach, zugig und feuergefährdet. So fragten besorgte Bürger 1840 an, ob sie das Haus noch ohne Gefahr betreten könnten.

### Das erste Kieler Stadttheater von 1841
Ein Neubau war dringend notwendig. Der Malermeister Schunk und der Geschäftsmann Muhl kauften 1840 mit Hilfe einer Aktiengesellschaft das marode Ballhaus, rissen es ab und errichteten einen Neubau. Am 5. Dezember 1841 wurde die neue Bühne mit dem Lustspiel von Scribe „Das Glas Wasser“ eröffnet.
Das neue Stadttheater mit 600 Plätzen war kein städtisches Theater, sondern ein Privatunternehmen. Die Eigentümer des Gebäudes verpachteten das Theater an einen Direktor, der es auf eigne Rechnung führte. Neu war, dass es jetzt ein festes Ensemble in Kiel gab.
Neben dem Stadttheater existierten noch andere private Theater, „Wriedts Etablissement“, die Maedicke-Bühne und das Tivoli als Freilichtbühne zwischen Reventlouallee und Schwanenweg. 1898 wurde das bereits seit acht Jahren als Sommertheater bestehende Tivoli in der Holtenauer Straße mit ganzjähriger Spielzeit als Schillertheater (heute Schauspielhaus) eröffnet und stand als echtes Volkstheater bald in höherer Publikumsgunst als das Theater in der Schuhmacherstraße. Obwohl sich alle diese Theater auf verschiedene Gattungen spezialisiert hatten, standen sie doch untereinander in Konkurrenz.
Das Stadttheater war die anspruchsvolle Bühne mit Opern, Operetten und Schauspielen. Das Theater hatte aber ständig mit finanziellen Problemen zu kämpfen. Kiel war weder Residenz oder kulturelles Zentrum, noch Handels- oder Wirtschaftsmittelpunkt. Das Kieler Publikum konnte daher kaum als übermäßig kunstfreudig oder kunstverständig bezeichnet werden. Schillers „Jungfrau von Orleans“ wurde in zwei Spielzeiten nur zweimal aufgeführt. Andere Klassiker mussten nach der ersten, kaum besuchten Vorstellung vom Spielplan wieder abgesetzt werden.
Hinzu kam, dass die laufenden Kosten für das Theater mit Oper und Schauspiel auf dem Programm höher als die Einnahmen waren. Trotz städtischer Subventionen, die um ein Vielfaches niedriger waren als in anderen Städten, und später kaiserlicher Unterstützung scheiterte in Kiel wirtschaftlich ein Theaterleiter nach dem anderen.
In den sechseinhalb Jahrzehnten des ersten Kieler Stadttheaters gab es insgesamt elf Direktionen:
- Karl von Hahn (1841–1843)
- Muhl und Schunk (1843–1857)
- Leopold Friedrich Witt (1857–1872)
- Theodor und Mathilde Ulrichs (1872–1876)
- Richard Jesse (1876–1878)
- Carl Heinrich Hoffmann (1878–1896)
- Sascha Hänseler (1896–1897)
- Ernst Albert (1897–1898)
- Oskar Beling (1898–1901)
- Carl Häusler (1901–1903)
- Arthur Illing (1903–1907)

Peter Dannenberg schrieb: „Das alte Stadttheater muss ein Alptraum für seine Direktoren gewesen sein. Kaum sind sie im Amt, bewerben sie sich schon wieder weg – abgeschreckt von der unzureichenden Unterstützung durch die öffentliche Hand, abgeschreckt von dem alten Gemäuer, wo vor und hinter dem Vorhang alles zu eng und zu schäbig geworden ist.“
Mit der Aufführung der „Fledermaus“ von Johann Strauß gab das Theater an der Schuhmacherstraße am 21. April 1907 seine letzte Vorstellung, denn am 1. Oktober wurde das neue Haus am Kleinen Kiel eingeweiht.
Auch das Theater in der Holtenauer Straße war sanierungsbedürftig geworden. Aus feuerpolizeilichen Gründen musste es einem Neubau weichen. Es erhielt 600 Plätze und wurde am 23. Mai 1907 mit dem „Bettelstudenten“ eröffnet und als „Kleines Theater“ dem neuen Stadttheater angegliedert.

### Die beiden neuen Theater von 1907
Nun hatte die Stadt zwei neue, anspruchsvolle Theater zusammen mit 1.600 Plätzen für ca. 178.000 Einwohner. 1907 war auch die Zeit des Privattheaters vorbei. Das Theater wurde als kommunal geführtes gemeinnütziges Unternehmen von der Stadt übernommen. Dahinter stand die Auffassung, dass das Theater nicht nur für bestimmte soziale Schichten zugänglich sein sollte, sondern dass es eine Verpflichtung der Allgemeinheit sei, ein Theater für die breite Masse zu fördern.
Im Kleinen Theater, später Schauspielhaus genannt, dominierten die Operette und leichte Unterhaltungsstücke, dann auch das anspruchsvolle Sprechtheater, während am Stadttheater neben der Oper und dem klassischen Drama ebenso das moderne Schauspiel zur Geltung kam. Die Kieler Intendanten versuchten Stücke mit den neuen Themen der Zeit wie Krieg, Massengesellschaft, Großstadt, Entfremdung und soziales Elend auf die Bühne zu bringen. Doch bei dem konservativen Kieler Publikum und den begrenzten finanziellen Mitteln waren hier enge Grenzen gesetzt. „Von der Moderne war in Kiel nur ein Flackern zu merken“ (Peter Wulf).
In diesem Zusammenhang kam es zu einem Theaterskandal. In der Spielzeit 1922/23 übernahm Curt Elwenspoek die Leitung der Kieler Bühnen, sein Dramaturg war Carl Zuckmayer. Jetzt wurde konsequent modernes Theater gespielt mit Stücken von Brecht, Barlach und Büchner. Zuckmayers frivole Bearbeitung des ohnehin recht offenherzigen römischen Lustspiels „Eunuchus“ von Terenz brachte dann den Eklat, als zum Schluss noch eine junge Schauspielerin nackt über die Bühne geführt wurde „nur mit einem Schleier um die Hüften, ihre Brüste waren orangen geschminkt und um den Nabel eine Sonne mit blauen Strahlen“ (Carl Zuckmayer). Auf die Frage, woher sie komme, antwortete sie: „Aus Lesbos“. Nach der Generalprobe für geladene Gäste wurde die Aufführung verboten und die Amtszeit von Intendant und Dramaturg war beendet.
1933 war es mit dem modernen und experimentellen Theater vorbei. Es durften nur noch Künstler auftreten, die Mitglieder der Reichskulturkammer waren, und der Spielplan musste dem nationalsozialistischen Zeitgeist entsprechen. Die Aufführungen in Oper und Schauspiel waren daher konventionell, klassisch.
Direktionen und (General-)Intendanzen von 1907 bis 1945:
- 1907–1911: Franz Gottscheid und Anton Otto
- 1912–1919: Carl Alving
- 1919–1922: Max Alberty
- 1922–1923: Curt Elwenspoek
- 1923–1924: Hans Brockmann
- 1932–1935: Ernst Martin
- 1935–1941: Hans Schulz-Dornburg
- 1941–1945: Wolfram Humperdinck

### Komödie am Ostufer
Es ist bezeichnend, dass in Kiel noch in der letzten Spielzeit vor der kriegsbedingten Schließung aller deutschen Theater zum Saisonende 1944 mit der „Komödie am Ostufer“ eine dritte Spielstätte eröffnet wurde. Je mehr die Zivilbevölkerung unter den alliierten Luftangriffen zu leiden hatte und je düsterer die Aussichten auf den „Endsieg“ wurden, desto mehr wurde den Theatern die Aufgabe der ablenkenden Unterhaltung verordnet. „Nicht zu schwere Kost“ lautete die Weisung an die Verantwortlichen für die Spielpläne. Zum Ärger der Ideologen war aber nicht zu leugnen, dass parteikonforme Tendenzstücke (von Hanns Johst, Eberhard Wolfgang Möller, Walter Erich Schäfer, Curt Langenbeck etc.) nahezu durch die Bank beim Publikum nicht ankamen.

### Zerstörung und Wiederaufbau
Während des Krieges wurde das Theatergebäude mehrmals von Bomben getroffen, so dass während der Spielzeit 1941/42 die Vorstellungen im Schauspielhaus in der Holtenauer Straße stattfanden. Am 13. Dezember beschädigten dann Brandbomben das Theater am Kleinen Kiel so schwer, dass es völlig ausbrannte. Gänzlich zerstört wurde das Haus erst 1944, als es von einer Luftmine getroffen wurde. Der Theaterbetrieb wurde wieder in die Holtenauer Straße verlegt, bis es auch hier die letzte Vorstellung am 30. Juni 1944 gab. Denn auf Anordnung von Goebbels waren alle Materialien und Menschen in dem proklamierten „totalen Krieg“ einzusetzen. Seit 1. Oktober 1944 waren die Bühnen in Deutschland leer.

#### Wiederaufnahme des Spielbetriebs im „Neuen Stadttheater“
Schon wenige Monate nach Ende des Krieges, im Oktober 1945, konnte in dem weniger zerstörten Schauspielhaus in der Holtenauer Straße der Theaterbetrieb als „Neues Stadttheater“ wieder aufgenommen werden. Außerdem wurde bis 1948 auch im Theater am Wilhelmplatz und im Saal des Gewerkschaftshauses gespielt. Zeitgenössische Dramen französischer, englischer und amerikanischer Autoren standen neben älteren Unterhaltungsstücken auf dem Spielplan. Ein großer Erfolg war Carl Zuckmayers „Des Teufels General“ in der Spielzeit 1947/48.
Das Theater in den ersten Nachkriegsjahren hatte mit zwei großen Problemen zu kämpfen, dem ungeheuren Publikumsandrang und der finanziellen Situation. Um die Ausgaben der Stadt z. B. zu verringern, hieß es in der Amtlichen Bekanntmachung vom 19. Dezember 1945: „Da dem Neuen Stadttheater Heizmaterial nicht mehr zur Verfügung gestellt werden kann, muß zur Aufrechterhaltung des Theaterbetriebes ab Montag, dem 17. Dezember, der Besuch des Theaters von der Abgabe eines Pfundes Holz oder Torf je Eintrittskarte abhängig gemacht werden.“ Trotzdem gab es lange Schlangen vor den Theaterkassen, denn die Menschen wollten nach den Jahren der Nazidiktatur Neues kennenlernen, sehnten sich auch nach Unterhaltung, nach ein paar unbeschwerten Stunden im grauen Alltag der Trümmer, des Hungers, des Wohnungsmangels. Und was konnte man für das wertlose Geld kaufen? So waren bis zum Juni 1948 im „Neuen Stadttheater“ 93,5 % der Plätze im Monatsdurchschnitt verkauft.
Die Währungsreform vom Juni 1948 bedeutete dann einen starken Rückgang der Besucher. Das Theater verkaufte von September bis November nur noch 66 % seiner Karten. Das Geld war knapp, und die Menschen gebrauchten es für das tägliche Leben und die ersten notwendigen Anschaffungen nach dem Krieg.

#### Wiederaufbau des Theatergebäudes am Kleinen Kiel
1950 fasste die Ratsversammlung den Beschluss, das Theatergebäude am Kleinen Kiel wieder aufzubauen. Zur Kieler Woche, am 21. Juni 1953, wurde es mit dem „Fidelio“, wie schon 1907, wieder eröffnet.
Dem ursprünglich viergeschossigen Backsteinbau mit seinen Mansarddächern wurde ein Mezzaningeschoss unter flach geneigten Walmdächern aufgesetzt. Damit verlor der ursprüngliche Bau einen Teil seiner Wirkung. Aber es wurde die Möglichkeit genutzt, Rathaus- und Theaterbau architektonisch aufeinander abzustimmen, denn die Türme beider Gebäude hatten sich nicht recht vertragen. Das Jugendstildekor der Fassade wurde beibehalten, und auch der Eingangsbereich zum Kleinen Kiel blieb weitgehend unverändert. Zuschauer- und Bühnenhaus wurden neu gestaltet.
„In Kiel, vor dem Rathaus, liegt das Stadttheater, es ist erhalten geblieben. Ein richtiges Stadttheater in einer Provinzstadt, als Gebäude und auch als Institution.“ Dieses Urteil fällte Bernhard Minetti, der in Kiel geboren wurde, in den 1920er Jahren hier Schauspieler und nach dem Zweiten Weltkrieg in Kiel Schauspieldirektor war. Nach Meinungsverschiedenheiten mit dem Kulturausschuss legte er sein Amt nieder und ging ans Hamburger Schauspielhaus.

#### Sanierung und Umbenennung zum Opernhaus
1970/71 errichtete man im Nordwesten ein Betriebsgebäude mit einer Fassade aus schwarzem Spiegelglas. Von 2000 bis 2003 fand innen und außen eine umfassende Sanierung des Theaterbaus statt. Seit 1971 heißt das ehemalige Stadttheater Opernhaus, das seit 1990 im Denkmalbuch als Kulturdenkmal von besonderer Bedeutung steht.

#### Intendanten
Kieler (General-)Intendanten seit 1945:
- 1945–1950: Paul Belker (Minetti, Borsche)
- 1950–1955: Alfred Noller
- 1955–1960: Rudolf Meyer
- 1960–1963: Hans-Georg Rudolph
- 1963–1976: Joachim Klaiber (Ronnefeld, Zender, Tennstedt)
- 1976–1978: Claus H. Henneberg
- 1978–1985: Horst Fechner
- 1985–1990: Volkmar Clauß
- 1990–1995: Peter Dannenberg
- 1995: Leitungsteam Harms, Büchel, Bohn
- 1996–2003: Kirsten Harms (Raymund Richter[58])
- 2003–2006: Anette Berg[59], Daniel Karasek
- seit 2006: Daniel Karasek

### Theater Kiel
Wenn man unter Provinz versteht, dass dort nur nachgeahmt wird, was an anderen Orten neu entwickelt wurde, dann ist das „Theater Kiel“ seit 1907 nicht provinziell. Es gab wieder Persönlichkeiten, die „schöpferische Anstöße gegeben haben, die von Kiel aus auf das Theater draußen wirkten“ (Peter Dannenberg). Zahlreiche bekannte und später berühmt gewordene Schauspieler, Sänger, Regisseure und Dirigenten standen auf Kieler Bühnen, die für sie zum Sprungbrett des Erfolges wurden: Carl Zuckmayer, Gustaf Gründgens, Ernst Busch, Hans Söhnker, Dieter Borsche, Bernhard Minetti, Brigitte Mira.
Auch heute erfreut sich das „Theater Kiel“ der Publikumsgunst. 72,54 % der Plätze wurde in der Saison 2004/2005 an ca. 196.000 Besucher verkauft. In der Saison 2005/2006 stieg die Besucherzahl sogar auf 207.000. Allerdings muss die Stadt, wie andere Kommunen auch, für ihre Theater Zuschüsse zahlen. 2004/2005 betrug der Gesamtzuschuss der öffentlichen Hand 28,7 Millionen Euro. Um eine Stärkung der eigenen Entscheidungsfähigkeit des Theaters in organisatorischer und finanzieller Hinsicht zu erreichen, wurde das Theater zum 1. Januar 2007 in eine Anstalt des öffentlichen Rechts umgewandelt.

## Theater der Aufklärung: Altona
Bis zum 1. April 1938, dem Tag der Eingemeindung Altonas nach Hamburg, gehörte das Altonaer Stadttheater zur schleswig-holsteinischen Theaterlandschaft. Altona war damals (1933) mit 241.970 Einwohnern die größte Stadt Schleswig-Holsteins.

### Historische Bedeutung Altonas
Nach dem Aussterben der schauenburgischen Linie Holstein-Pinneberg gehörte Altona seit 1640 zum königlichen Anteil des Herzogtums Holstein. Der Magistrat der Stadt Altona wurde durch einen vom dänischen König eingesetzten Oberpräsidenten geleitet. Mit rund 24.000 Einwohnern war Altona 1803 nach Kopenhagen die zweitgrößte Stadt innerhalb des dänischen Gesamtstaates. Altona war zwar bis 1806 Teil des Römisch-Deutschen Reiches und ab 1815 des Deutschen Bundes, stand aber bis 1864 unter dänischer Verwaltung mit allen sich daraus ergebenden Angleichungen.
In der zweiten Hälfte des 18. Jahrhunderts, als die ersten Gedanken zum Bau eines Stadttheaters aufkamen, war Altona ein Zentrum der Aufklärung in Norddeutschland, personifiziert in dem sozialreformerischen Stadtphysikus und Armenarzt Johann Friedrich Struensee (der 1769 als Leibarzt des Königs nach Kopenhagen ging, dort Regierungsverantwortung übernahm und 1772 hingerichtet wurde).
Altona verstand sich als „offene Stadt“: Politisch oder religiös Verfolgte ebenso wie Menschen, die aus wirtschaftlichen Gründen anderswo nicht geduldet wurden, fanden hier Aufnahme. Sie genossen die geistigen wie ökonomischen Freiheiten, die „Hamburgs schöne Schwester“ ihnen bot und trugen ihrerseits vielfach zur Entwicklung der Stadt bei. Die Straßennamen Kleine bzw. Große Freiheit (seit 1938 zu St. Pauli gehörend) veranschaulichen das Klima der Toleranz in Altona auch auf dem Stadtplan.
Im Zeichen von Toleranz und Aufklärung stand auch die beginnende Theaterarbeit der Stadt.

### All to nah
Die Nähe zu Hamburg war für die Entwicklung des Theaterlebens in Altona ein gewisses Problem: In Zeiten der Selbständigkeit des Altonaer Theaters stand es meist im Schatten der renommierteren Hamburger Bühnen, in Zeiten der Personalunion in der Direktion geriet Altona leicht in die Gefahr, zur Nebenspielstätte und abhängig zu werden.

### Schauspielhaus an der Palmaille
In den Anfangsjahren des ersten, 1783 eröffneten Schauspielhauses an der Palmaille konnte Altona noch mithalten. Mit 1200 Zuschauerplätzen und einer im Vergleich zum Ackermannschen Theater in Hamburg komfortableren Ausstattung war das Haus auch für künstlerisch qualifizierte Wanderbühnen eine begehrte Spielstätte.
Nach dem Ende des Nationaltheater-Experiments 1800 (das Stadttheater nannte sich zeitweilig „Deutsches Theater“) und dem spektakulären Theaterbrand 1806 (der zu Sicherheitsprüfungen und neuen Brandschutzvorschriften in allen deutschen Theatern führte) konnte das bisherige Niveau nicht gehalten werden. Eine gemeinsame Leitung der Stadttheater in Hamburg und Altona wurde erstmals 1859 ins Auge gefasst, verwirklicht wurde sie erst ab 1876 im neuen Haus an der Königstraße.
Das Schauspielhaus an der Palmaille war mittlerweile veraltet und wurde 1869 geschlossen.

### Neues Stadttheater
Erster und langjähriger Direktor des neuen Altonaer Stadttheaters wurde Bernhard Pollini (1876–1897), der bereits seit 1873 das Hamburger Stadttheater an der Dammtorstraße leitete. Ein eigenes Ensemble gab es in Altona ebenso wenig wie einen regelmäßigen städtischen Zuschuss.
Altona wurde mit fünf Vorstellungen pro Woche – darunter einer Oper – von Hamburg aus bespielt. Pollini eröffnete am 20. September 1876 mit Goethes „Egmont“ und Musik von Beethoven. Sein Spielplan in den nächsten Jahren war durchaus anspruchsvoll – von der großen Oper (Verdi, Mozart, Wagner, Meyerbeer) über eine intensive Klassikerpflege im Schauspiel bis zum Gegenwartsdrama. Und die Gegenwart sah so aus:
Am Ende des 19. Jahrhunderts war Altona eine ärmliche Stadt und völlig überbevölkert. Handwerker lebten dort, Angestellte und Arbeiter. Wer überhaupt einen Job hatte, konnte froh sein – Altona hatte zu der Zeit in ganz Deutschland die meisten Arbeitslosen. Im angrenzenden Hamburg wütete in jenen Jahren die Cholera.

#### Schwere Zeiten und Konsolidierung
Die Theaterehe mit Hamburg hielt bis 1919. Danach kamen schwere Zeiten, die 1904 aufgenommenen städtischen Zuschussleistungen wurden zeitweilig wieder ganz eingestellt. Die Verpflichtung eines eigenen Ensembles war nicht mehr möglich. Die Ausmaße der galoppierenden Inflation waren grotesk.
In den späteren 1920er Jahren konsolidierte sich der Theaterbetrieb wieder. Unter der Direktion Friedrich Otto Fischers (1923–1933) konnte Altona an die guten Zeiten der Ära Pollini anknüpfen. Das Ensemble wurde erneuert, zwei Besucherorganisationen – die Freie Volksbühne und die Altonaer Theatergemeinde – traten in die Trägerschaft der Gemeinnützigen Theaterbetriebsgesellschaft Altona mbH ein, der Spielplan gewann wieder Profil und öffnete sich auch für Zeitgenössisches.
Indiz für das Ansehen des Altonaer Theaters in dieser Zeit waren nicht zuletzt mehrere Gastregiearbeiten des Berliner Generalintendanten Leopold Jessner – neben Max Reinhardt und Jürgen Fehling einer der größten Theaterleiter und Regisseure im ersten Drittel des 20. Jahrhunderts – mit Werken von Shakespeare, Goethe, Hebbel, Ibsen, Gerhart Hauptmann u. a.).

#### Große Namen
Große Namen der deutschen Theatergeschichte begegnen in den Annalen des Altonaer Theaters, teils als Gäste (Adele Sandrock, Agnes Straub, Albert Bassermann, Fritz Kortner; zuvor schon Franziska Ellmenreich und Adalbert Matkowsky), teils aber auch als Ensemblemitglieder, deren Karriere hier begann (Paul Wegener, Gustav Knuth, Hans Schalla).

#### Zweite Bühne
1905 erhielt Altona mit dem Schiller-Theater im ehemaligen Circus Busch am Neuen Pferdemarkt eine zweite Bühne, die mit einem breit gefächerten Spielplan – neben den Klassikern auch neuere Produktionen, viele Lustspiele und niederdeutsche Stücke –, aber wenig geprobten Inszenierungen immer knapp am Konkurs vorbeischrammte. Die Eröffnungspremiere „Wilhelm Tell“ – im Schiller-Jubiläumsjahr – kommentierte ein Kritiker als „schaurig-schöne Aufführung, unwürdig von der ersten Szene an“.
Im März 1911 gastierte dort Max Reinhardt mit dem Ensemble des Deutschen Theaters Berlin und seiner Bearbeitung des „König Ödipus“ von Sophokles.

### Schiller-Oper
Nach zeitweiliger Stilllegung und Umbau wurde dieses Haus 1932 als Schiller-Oper wiedereröffnet (mit Webers „Freischütz“) und widmete sich ganz dem eher volkstümlichen Musiktheater einschließlich der Operette. Aber nicht nur: Zwei „Moderne Opern-Abende“ präsentierten mit Bert Brecht, Kurt Weill, Ernst Krenek und Paul Hindemith lauter Autoren, die wenig später nicht mehr gespielt werden durften.

#### Politische Wirren
1932/33 wurde die Schiller-Oper direkt in die politischen Wirren und Straßenkämpfe zwischen Rot und Braun hineingezogen. Eine Kabarett-Gastaufführung des (linken) „Kollektivs Hamburger Schauspieler“ wurde im Januar 1933 von der Marine-SA überfallen. Es kam zu einer Saalschlacht, das „Kollektiv“ wurde verboten. Unmittelbar vor der „Machtergreifung“ gab es eine kommunistische Nachtvorstellung im Hause, zu der die Rote Marine die Statisterie stellte, am Tag darauf erschien die SA vor dem Theater und forderte ein Gastspiel für das Goebbels-Stück „Der Wanderer“ – diesmal kamen die Statisten aus den Reihen der SA.

#### Schließung
Der Spielbetrieb der Schiller-Oper endete bereits 1939 mit Kriegsbeginn, also lange vor der verordneten Schließung aller Theater 1944, weil das Gebäude keine ausreichenden Luftschutzvorrichtungen besaß.

### Heute
Heute ist das Altonaer Theater ein privates Hamburger Theater, das Literatur auf die Bühne bringt, darunter unter anderem Klassiker, internationale Bestseller und junge deutsche Literatur.
Das Gebäude der ehemaligen Schiller-Oper, dieser in Deutschland einzigartige frühere Zirkus-Bau, steht unter Denkmalschutz und leer. Es verfällt immer mehr und wartet auf eine geeignete Verwendung.

## Theater der Gründerzeit: Rendsburg

### Gastauftritte von Wanderbühnen
Der erste Auftritt einer niederländischen Wanderbühne in Rendsburg ist für die Mitte des 17. Jahrhunderts belegt. Auch in der Folge kamen immer wieder reisende Truppen zu meist kurzen Spielphasen in die Stadt, die aber nicht – wie Kiel, Schleswig und Flensburg – zu den festen Tourneestationen gehörte.

### Paapsches Theater
Aber schon 1822 erhielt ein Rendsburger Kaufmann vom Gottorfer Statthalter Carl von Hessen für 10 Jahre das Privileg für ein in Rendsburg zu errichtendes Schauspielhaus, das dann 1823 an der Eisenbahnstraße gebaut wurde. Er betrieb es als rein kommerzielles Unternehmen: gespielt wurden überwiegend Schwänke und Lustspiele, die sich gern auch auf aktuelle politische Ereignisse bezogen, etwa nach den Kriegen von 1864 und 1866. Im Verlauf der schleswig-holsteinischen Erhebung gab es eine Extravorstellung „zum Besten der Verwundeten“, die „von Offizieren der Garnison und einigen Damen“ aufgeführt wurde.
1873 wurde das Gebäude abgerissen. Es dauerte – obwohl die Planungen seit 1890 liefen – fast 30 Jahre, bis 1901 die Stadthalle als kombiniertes Theater-, Versammlungs- und Festsaalgebäude gebaut und eröffnet werden konnte.

### Pläne für eine Stadthalle
Um das Jahr 1890 herum verfolgten die Rendsburger Stadtkollegien den Gedanken an den Bau eines Theaters, das nun einmal zu einer aufstrebenden Stadt gehörte. Bisher gastierten reisende Theatertruppen nach dem Abbruch des Paapschen Theaters in der Eisenstraße im Saal der Tonhalle. Aus den ausgeschütteten Überschüssen der Spar- und Leihkasse sollte der Bau finanziert werden. Im März 1893 gab die Sparkassen-Administration die Finanzierungszusage. Von dem jährlichen Nettoüberschuss sollten ab 1893 jährlich 25 Prozent an die Stadt überwiesen werden, und zwar bis zur Gesamtsumme von 150.000 Goldmark.
Der Magistrat war in den nächsten Jahren damit beschäftigt, das erforderliche Kapital zusammenzutragen. Eine Kommission informierte sich in Ystad (Schweden) über das dort im Bau befindliche Theater. Ein Plan des Architekten wurde sogar aufgekauft. Andere Städte mit Theatern ähnlicher Größenordnung wurden um Informationen gebeten. Dabei gelangten die Rendsburger zu der Einsicht, dass sie nicht nur einen Theaterbau benötigten, sondern auch einen Saal für festliche Bälle, Tagungen und Ausstellungen. Deshalb wurde das Projekt ab 1898 nicht mehr Stadttheater, sondern Stadthalle genannt. Am 22. Juli 1898 beschloss man endgültig, die Stadthalle dort zu bauen, wo das Theater heute steht.

### Bau und Einweihung
Da die veranschlagten Baukosten überschritten werden mussten, wurde der Bau verschoben, bis er endlich voll finanziert werden konnte. Nach den Entwürfen des Altonaer Architekten Albert Winkler begann der Bau. 43 Brunnenschächte wurden bis auf den festen Untergrund geführt und mit Beton gefüllt. Zwischen ihnen wurden die Grundmauern eingebettet. Die Grundsteinlegung fand im November 1900 statt, das Richtfest am 2. Juni 1901, und am 14. November 1901 wurde das Gebäude eingeweiht. Mit seinem historisierenden Renaissancestil vermischt mit Bauelementen der Gründerzeit war das Gebäude ein schöner Blickfang im Zentrum der Stadt. Später wurde viel Zierrat entfernt, so dass der Bau sein heutiges klares, eher klassizistisches Aussehen erhielt.

#### Private Theaterunternehmer
Die Pläne, ein leistungsfähiges Städtebundtheater zu gründen, schlugen fehl. Schleswig lehnte ab, Verhandlungen mit dem Hamburger Stadttheater waren gescheitert, und Neumünster nahm lieber Vereinbarungen mit Lübeck wahr. So wurde der private Theaterunternehmer Leopold Friedrich Weiß für die Winterspielzeit 1901/02 und das folgende Jahr gebunden, bevor er nach Bad Landeck ging.
Sein Nachfolger war Theaterdirektor Hans Polte. Er führte Lohengrin, Tannhäuser, den Fliegenden Holländer, Don Giovanni und die Zauberflöte auf, wobei das Musikkorps des Infanterieregiments Herzog von Holstein als Opernorchester fungierte. Selbst zeitgenössische Werke nahm er auf den Spielplan, so gab es u. a. Gerhart Hauptmanns Biberpelz (1904) sowie Maxim Gorkis Nachtasyl (1904) und Sudermanns Ehre (1904).

#### Sitz der Landesbühne Schleswig-Holstein
Erst nach über 40 Jahren wurde aus den Plänen zur Gründung eines Städtebundtheaters Wirklichkeit. 1949 wurde die Landesbühne Schleswig-Holstein  gegründet. In den 1950er Jahren wurde der Theatersaal in Rendsburg umgebaut. Es wurden steigende Sitze eingebaut, sodass eine Mehrzwecknutzung nicht mehr möglich war.

#### Sitz des Schleswig-Holsteinischen Landestheaters
Am 3. Juni 1974 wurde der Vertrag geschlossen, der den Grundstein für die heutige Schleswig-Holsteinische Landestheater und Sinfonieorchester GmbH legte. Gesellschafter waren insgesamt 20 Städte und Kreise. Standorte waren und sind noch immer Flensburg, Schleswig und Rendsburg. Das Musiktheater einschließlich des Orchesters hat seinen Sitz in Flensburg, das Schauspiel wurde Schleswig und Rendsburg zugeteilt, die Verwaltungszentrale befand sich in Schleswig. Generalintendant und allein zeichnungsberechtigter Geschäftsführer wurde Horst Mesalla. Nach dem Abriss des Stadttheaters in Schleswig 2014/2015 wurde die Verwaltung des Landestheaters nach Rensburg verlegt.

#### Umbau und Renovierungen
In den Jahren 1984/1985 wurden der Theatersaal mit Foyer und Garderoben nach den Planungen des Bauamtes der Stadt Rendsburg umgestaltet und von 1998 bis 2000 wurde u. a. die gesamte Technik im Bühnenhaus erneuert. Ende der 1970er Jahre wurde in der ehemaligen Theaterwerkstatt eine Studiobühne eingerichtet – die Kammerspiele.

## Theaterverbünde
Pläne, Vorschläge und – meist kurzlebige – Experimente zu Theaterfusionen, stets mit dem erklärten Ziel, Geld zu sparen, ziehen sich wie ein roter Faden durch die Theatergeschichte Schleswig-Holsteins.
Bereits 1879 etablierte sich für einige Jahre ein Verbandstheater Flensburg-Schleswig.
Der Flensburger Landrat, 1899 routinemäßig gefragt, ob er die weitere Gewährung einer kaiserlichen „Subvention“ für das Theater befürworte, bestätigte das zwar, empfahl aber gleichzeitig als „beste Lösung, daß künftig Flensburg sich mit Schleswig vereinigte“.
Ein Jahr später erkundete der Schleswiger Regierungspräsident schriftlich die Bereitschaft der Städte Schleswig, Rendsburg, Husum und Neumünster zur Bildung eines „Theaterbezirks“. Gleiche Bestrebungen gab es in Elmshorn, Glückstadt, Itzehoe, Uetersen, Wilster und Barmstedt, aber die Ansätze scheiterten schon im Frühstadium.
1901 scheiterte das Ziel der Rendsburger Stadtväter, ein leistungsfähiges Städtebundtheater zu gründen. Schleswig lehnte ab, Verhandlungen mit dem Hamburger Stadttheater waren gescheitert, und Neumünster nahm lieber Vereinbarungen mit Lübeck wahr.
Unterschiedlich kurze Lebensdauer war einer Reihe anderer „Theaterehen“ bzw. -fusionen beschieden:
- dem Verbund Wismar-Schleswig-Rendsburg (1903 ff.)[69]
- dem Schleswig-Holsteinischen Verbandstheater Husum-Rendsburg-Schleswig („besteingeführte vornehmste Wanderbühne der Provinz“), gegründet 1911 und zumindest bis 1921 existent[70]
- einem Vereinigten Stadttheater Itzehoe-Heide (1917)
- der Schleswig-Holsteinischen Landesbühne, der immerhin mit Kiel, Altona, Flensburg und Schleswig vier traditionelle Theaterstädte und eine Reihe weiterer Gemeinden angehörten (1923–1925)[71]
- einem Landestheater Nordfriesland in Westerland 1946–1948
- einer Städtebundtheater-GmbH mit Sitz in Rendsburg 1947/48[72]
- einer Gemeinnützigen Theater-GmbH in Kiel 1947.

Daneben gab es kaum eine Zweierallianz, mit deren Realisierung nicht wenigstens in Gedanken gespielt worden wäre: Flensburg mit Rendsburg oder Schleswig, Itzehoe mit Rendsburg, Heide oder Schleswig und – immer wieder – Kiel mit Lübeck und Schleswig mit Rendsburg.
Die unmittelbaren Vorläufer des „großen“ Landestheaters waren die beiden kleineren „Landesbühnen“ in Schleswig (seit 1924) und Rendsburg (seit 1949). Für kurze Zeit (1945–1947) gab es auch eine Landesbühne Lübeck.

## Landesbühnen
„Schleswig-Holsteins ‚kalte Ecke‘ hat, wie einst das flache Kolonialland, zwischen Flensburg und Kiel zwei musische Missionsstationen: Schleswig und Rendsburg. Beide Städte sind Sitz von ‚Landesbühnen‘. Darunter versteht man Theater, die mehr als die Hälfte aller Vorstellungen außerhalb ihres Standorts geben. Sie müssen mindestens zehn Abstecherorte ‚bespielen‘.“

### Nordmark-Landestheater in Schleswig
Das Nordmark-Landestheater mit Sitz in Schleswig existierte von 1924 bis 1974 und ging dann in der „Schleswig-Holsteinischen Landestheater und Sinfonieorchester GmbH“ auf.

#### Erste Gründung 1924
Im April 1924 kam es zur Bildung des Theaterzweckverbands Schleswig-Husum und damit zum Nordmark-Landestheater (NLT). Erster Intendant wurde Bruno Bacher, der die Spielzeit am 2. November 1924 mit Goethes „Egmont“ eröffnete.
Das NLT war von Beginn an auf eine „verantwortungsvolle Kulturarbeit im Grenzland“ ausgerichtet und unterhielt einen ausgedehnten Abstecherbetrieb von Glückstadt im Südwesten bis Apenrade und Tondern jenseits der Grenze von 1920.
Die Gastspiele in Nordschleswig führten zu Protesten des Magistrats der Stadt Flensburg, der diese Bespielung für sein Stadttheater reklamierte. Im Oktober 1927 kam es daraufhin zu einer förmlichen Vereinbarung beider Bühnen über eine Gebietsabgrenzung. Danach gehörten Eckernförde, Glücksburg, Leck, Niebüll und Süderbrarup künftig zum Spielbezirk Flensburgs, alle übrigen Städte zum NLT. Nur Rendsburg und Westerland sollten von beiden Theatern bespielt werden können. Nordschleswig blieb grundsätzlich im Einflussbereich Flensburgs, das NLT war aber berechtigt, dort „hin und wieder“ zu spielen.
Die reguläre Spielzeit dauerte nur 7 ½ Monate. Um dem Ensemble auch für die übrige Zeit eine Existenzgrundlage zu verschaffen, bemühte man sich um eine Verpflichtung als Kurtheater in den Sommermonaten. Im November 1924 schrieb der Zweckverband als Theaterträger 14 Bäderverwaltungen in Deutschland an – von den Nordseeinseln bis Swinemünde und Bad Wildungen –, ob sie „geneigt seien“, das Ensemble in der kommenden Saison für drei bis vier Monate zu übernehmen. Mit Helgoland kam es für 1925 zum Abschluss.
Während der Spielzeit 1932/33 „ruhte“ der Zweckverband. Im Winter gastierte das Kieler Theater regelmäßig an vier Tagen im Monat. 1933–1944 wurde das Theater als städtischer Regiebetrieb geführt.
Liste der Intendanten des (ersten) Nordmark-Landestheaters von 1924 bis 1945:
- 1924–1926:  Bruno Bacher
- 1926–1927:  Franz Ludwig
- 1927–1929:  Max Zurek
- 1929–1930:  Spielleiter Hell
- 1930–1932:  Hermann Schaffner
- 1933–1936:  Bruno Schönfeld[76]
- 1936–1937:  Paul Kolkwitz
- 1937–1939:  Jost Dahmen
- 1939–1944:  Rudolf Hartig[77]
- 1939–1945: Gertrud Hoffmann (stellv. Intendantin)

#### Nachkriegszeit
Nach Kriegsende wirkte sich der allgemeine Theaterboom auch in Schleswig aus: Es etablierten sich verschiedene Privattheater (Operettentheater, Zimmertheater in der Brücke, Renaissance-Theater), die sich aber alle nicht lange halten konnten. Die Theater in Rendsburg und Westerland blieben bestehen, Schleswig konnte sich aber nicht entschließen, einem Zweckverband zur Stützung der Bühne in Rendsburg beizutreten. Man wollte sein eigenes Schauspielensemble behalten.
Theaterleiter in der Nachkriegszeit:
- 1945:  Dir. Carl-Heinz Goeke, Apollo-Theater im Gr. Baumhof 42
- 1945–1946:  Dir. Kay Nicolai, Schleswig-Holsteinisches Operetten-Theater im Gr. Baumhof
- 1946:  Drury-Lane-Theatre Schleswig im Stadttheater
- 1946:  Dir. Kay Nicolai, Schleswiger Bühnen
- 1946–1949:  Dir. Kay Nicolai, Renaissance-Theater
- 1949–1950:  Geschäftsführer Rolf Ziegler
- 1949–1950:  Leiter Wolf Hecht, Zimmertheater in der „Brücke“

#### Zweite Gründung 1950
Die Verantwortlichen in Schleswig gründeten 1950 das Nordmark-Landestheater neu und beriefen den Intendanten des Nordfriesischen Landestheaters Westerland Horst Gnekow zum Intendanten (der einen Teil seines bisherigen Ensembles mitbrachte).
Horst Gnekow hob Schleswig erstmals wieder deutschlandweit in die (positiven) Schlagzeilen. Ihm wurde ein „ungewöhnlicher Spielplan“ und Spürsinn für junge Talente, seinem Haus die Rolle einer Avantgarde-Bühne attestiert. Einer der renommiertesten Theaterkritiker, Herbert Jhering, feierte das Schleswiger Theater 1957 in der Wochenzeitung „Die Zeit“ als „Hohe Schule des Schauspiels“. Es hatte damit noch einmal an die großen Epochen der Gottorfer Bühne angeknüpft. Gnekow brachte es acht Jahre nach dem Krieg zu einem Gastspielaustausch mit dem Odense Teater.
Parallel zur Wiederbegründung des NLT nahm 1949 die Landesbühne Schleswig-Holstein GmbH Rendsburg ihren Betrieb auf. Beide Theater vereinbarten eine gutnachbarliche Zusammenarbeit und verständigten sich auf eine Spielplanabstimmung und eine exakte Gebietsabgrenzung. Abstecher im Spielgebiet des anderen sollte es nur mit dessen Zustimmung geben. Das NLT spielte regelmäßig in 15 Orten des nördlichen Landesteils zwischen Tingleff, Garding und Kappeln.
Unter Gnekows Nachfolgern wurde 1964 die Tradition der Schlosshofspiele in Gottorf (mit dem „Jedermann“) begründet, eine Studiobühne und ein spezielles Jugendtheaterprogramm kamen hinzu.
Der überregionale Ruf Schleswigs als Theaterstadt konnte allerdings nicht gehalten werden, obwohl auch mit dem wiederholten gegenseitigen Besuch der Theater in Stralsund und Schleswig in den 1960er Jahren wieder Neuland betreten wurde.
In dieser Zeit wurde (erneut ergebnislos) über eine Fusion der Rendsburger mit der Schleswiger Bühne (parallel auch zwischen Kiel und Lübeck) verhandelt. Erst die ab 1972 aufgenommenen Verhandlungen führten schließlich zum Ziel eines vereinigten Landestheaters Flensburg-Schleswig-Rendsburg.
Liste der Intendanten des (zweiten) Nordmark-Landestheaters von 1950 bis 1974:
- 1950–1960:  Horst Gnekow[79]
- 1960–1963:  Karl Vibach
- 1963–1968:  Heinz Rippert
- 1968–1973:  Toni Graschberger

### Landesbühne und „Komödie“ in Lübeck
Wulf Leisner, Oberspielleiter am Stadttheater Lübeck, rief 1945 die „Landesbühne Lübeck“ ins Leben und entwickelte 1947 daraus die legendäre „Komödie“. Die neugeschaffene Landesbühne hatte am 11. Oktober 1945 mit Kleists „Zerbrochenem Krug“ im Travemünder Kursaal Premiere. Schillers „Kabale und Liebe“ wurde gespielt, Hauptmanns „Biberpelz“ kam heraus, dazu gab es, gut gemischt, „Raub der Sabinerinnen“ und „Krach im Hinterhaus“. 23 Inszenierungen wurden in den Jahren 1945, 1946, 1947 geboten, mit Abstechern von Ahrensbök bis Timmendorf, Bargteheide bis Kücknitz, Ratzeburg bis Reinfeld.
Illa Heddergott erinnerte sich:

„‚Die Komödie‘ nannte sich das Haus, als die Spielzeit 1947/48 begann. Das klang eleganter. Große Namen meldeten sich. Günther Lüders spielte mit Freuden in mehreren Stücken, Ursula Grabley und Franz Schafheitlin kamen, und Wulf Leisner glückte ein Fang. Er hatte erfahren, daß Henny Porten in Ratzeburg untergekommen war. Er überredete den seit Stummfilmzeiten weltbekannten Star, bei ihm zu spielen. In ‚Sophienlund‘ von Weiß und Woedtke gab sie die Frau Sigrid des Schriftstellers Erik Stjernborg (Hans Karl Friedrich); Premiere war am 11. Oktober 1947. Gäste aus Hamburg und Berlin waren gekommen. Henny Porten hatte zwar schon Kinderrollen in Berlin gespielt, betrat aber in Lübeck zum ersten Male als Schauspielerin eine Bühne. …“

### Landesbühne Schleswig-Holstein in Rendsburg
Im Jahr 1949 entstand in Rendsburg auf Initiative Wulf Leisners die „Landesbühne Schleswig-Holstein“. Gesellschafter waren zunächst die Städte Rendsburg und Neumünster sowie der Kreis Rendsburg.
Die „Landesbühne Schleswig-Holstein“ arbeitete 25 Jahre unter den Intendanten:
- Wulf Leisner (1949/50–1958/59)
- Joachim v. Groeling (1959/60–1962/63)
- Hans-Walther Deppisch (1963/64–1969/70)
- Hans Thoenies (1970/71–1973/74).

Die „Landesbühne Schleswig-Holstein“ wurde 1974 in die „Schleswig-Holsteinische Landestheater und Sinfonieorchester GmbH“ überführt.

### Schleswig-Holsteinisches Landestheater und Sinfonieorchester
Aus den einst selbstständigen Theatern Flensburg, Rendsburg und Schleswig wurde 1974 unter Einschluss des Nordmark-Sinfonieorchesters die „Schleswig-Holsteinische Landestheater und Sinfonieorchester GmbH“ gebildet.
Die Nachfolgeorganisation beider „Landesbühnen“ (des „Nordmark-Landestheaters“ in Schleswig und der „Landesbühne Schleswig-Holstein“ in Rendsburg) sowie des bis dahin selbständigen Stadttheaters Flensburg (einschließlich seines Sinfonieorchesters) ist die größte Landesbühne in Deutschland und hat ihren Sitz in Rendsburg mit Spielstätten in:
- Flensburg[82]
- Schleswig[83]
- Rendsburg[84]
- Itzehoe[85]
- Neumünster[86]
- Heide[87]
- Husum[88]
- Meldorf[89]
- Niebüll[90]
- Friedrichstadt[91]
- St. Peter-Ording.[92]

Zum Programm der Bühne gehören Musiktheater, Ballett und Schauspiel sowie Kinder- und Jugendtheater (einschließlich mobiler Klassenzimmerproduktionen) und Puppentheater.
Am 3. Juni 1974 wurde der Vertrag geschlossen, der den Grundstein für die heutige „Schleswig-Holsteinische Landestheater und Sinfonieorchester GmbH“ legte. Gesellschafter waren insgesamt 20 Städte und Kreise. Standorte waren und sind noch immer Flensburg, Schleswig und Rendsburg. Das Musiktheater einschließlich des Orchesters hat seinen Sitz in Flensburg, das Schauspiel wurde Schleswig und Rendsburg zugeteilt, die Verwaltungszentrale befand sich zunächst in Schleswig. Generalintendant und allein zeichnungsberechtigter Geschäftsführer Horst Mesalla hob am 1. August 1974 die „Schleswig-Holsteinische Landestheater und Sinfonieorchester GmbH“ aus der Taufe.
Liste der Generalintendanten seit 1974:
- 1974–2001: Horst Mesalla
- 2001–2010: Michael Grosse
- 2010–2020: Peter Grisebach
- seit 2020: Ute Lemm

Heute ist das „Schleswig-Holsteinische Landestheater und Sinfonieorchester“ ein modernes Unternehmen mit rund 380 Beschäftigten und über 700 Vorstellungen pro Spielzeit. Betrieben wird es in der Rechtsform einer Gesellschaft mit beschränkter Haftung, an der Spitze mit der Generalintendantin und alleinigen Geschäftsführerin. Der Verwaltungssitz ist 2016 von Schleswig nach Rendsburg verlegt worden.

## Weitere Bühnen in Schleswig-Holstein

### Freilichtbühnen
- Bad Segeberg: Karl-May-Spiele Bad Segeberg
- Eutin: Eutiner Festspiele
- Lübeck: Freilichtbühne Lübeck

### Niederdeutsche Bühnen
Im Niederdeutschen Bühnenbund Schleswig-Holstein e.V. haben sich 16 niederdeutsche Bühnen in Schleswig-Holstein zusammengeschlossen, u. a.:
- Ahrensburg: Niederdeutsche Bühne Ahrensburg (Stormarner Speeldeel)[94]
- Flensburg: Niederdeutsche Bühne Flensburg[95]
- Husum: Niederdeutsche Bühne Husum[96]
- Kiel: Niederdeutsche Bühne Kiel
- Laboe: Lachmöwen-Theater
- Schleswig: Schleswiger Speeldeel[97]
- Westerholz: Nordangler Speeldeel[98]

Ziel des Niederdeutschen Bühnenbundes ist es, über das Theaterspiel die niederdeutsche Sprache zu erhalten und zu pflegen. Der Niederdeutsche Bühnenbund betreibt die Weiterentwicklung des niederdeutschen Theaters, da das Theater der größte Multiplikator für die niederdeutsche Sprache ist. Die dem Niederdeutschen Bühnenbund angeschlossenen Bühnen sind eigenständig und arbeiten meist unter professioneller Anleitung. Sie erfüllen ihre Arbeit auf ideeller und gemeinnütziger Basis.

### Dänische und nordfriesische Theaterarbeit
Neben den niederdeutschen Bühnen gibt es im Norden Schleswig-Holsteins auch Angebote in dänischer und nordfriesischer Sprache. So besteht seit 1966 in Flensburg Det lille Teater (zu deutsch Das kleine Theater) als Theaterangebot in dänischer Sprache. Daneben gab es in Südschleswig zeitweise noch weitere dänische Amateurtheater wie das auf Sønderjysk auftretende Æ Amatør. Der Theater- und Konzertausschuss des Sydslesvigsk Forening bietet zudem mehrmals im Jahr Gastauftritte größerer Theaterbühnen aus Dänemark in Südschleswig an.
Im Jahr 2016 wurde durch eine Initiative der Friisk Foriining die Amateurbühne Et Nordfriisk Teooter (zu deutsch Das nordfriesische Theater) gegründet, die im Raum Nordfriesland Stücke in nordfriesischer Sprache anbietet.

### Private und freie Theater
Derzeit fördert das Land acht Privattheater, und zwar in:
- Flensburg: Theaterwerkstatt Pilkentafel
- Kasseedorf (Kreis Ostholstein): Figurentheater Wolkenschieber[102]
- Kiel: Die Komödianten
- Kiel: Theater DeichArt
- Kiel: Figurentheater Marc Schnittger[103]
- Lübeck: Theater Combinale[104]
- Lübeck: Figurentheater Kobalt[105]
- Lübeck: Taschenoper Lübeck

Außerdem gibt es in:
- Elmshorn: Forum Baltikum – Dittchenbühne
- Eutin: Theater in Eutin[106]
- Flensburg: Orpheus Theater[107]
- Flensburg: Russisch-Deutsche Bühne[108]
- Flensburg: Theaterschule Flensburg[109]
- Lübeck: Theater am Tremser Teich (Kinder- und Jugendtheater)[110]
- Lübeck: Theater Partout[111]
- Lübeck: Theaterschiff
- Lübeck: Volkstheater Geisler[112]
- Wedel: Theaterschiff Batavia

### Amateurtheater in Schleswig-Holstein
108 Bühnen, darunter:
- Ammersbeker Kulturkreis[113]
- Bad Oldesloe macht Theater[114]
- Hagebuttenbühne, Uetersen[115]
- Junges Theater Hoisdorf[116]
- Kleines Theater Sandesneben[117]
- Norderstedter Amateurtheater[118]
- Oldesloer Bühne[119]
- Pinneberger Bühnen[120]
- Plattdeutsche Bühn, Tangstedt[121]
- Plattenspeeler Zarpen[122]
- Quickborner Speeldeel[123]
- Rhener Amateurbühne, Henstedt-Ulzburg bis 2006[124]
- Theater des Kurhauses Bad Bramstedt[125]
- Theater Fidelio, Bad Schwartau[126]
- Theater Hoisdorf[127]
- Theater im Stall, Neu-Horst[128]
- Theater Pur, Norderstedt[129]
- Theater ut de Möhl, Glinde[130]
- Theater Wedel[131]
- Theaterverein Rellingen[132]
- Therapietheater Reinfeld[133]
- Trittauer Laienspieler[134]
- Waldenauer Speeldeel[135]

Geschichte des Landesverbandes der Amateurtheater Schleswig-Holstein:

„Die Volksspielbühne Die Rampe, Hamburg, war 1963 Einzelmitglied im damaligen Bund deutscher Volksbühnenspieler e.V. (BdV). Wilhelm Schüler besuchte 1963 als Geschäftsführer und gewählter Delegierter der Rampe die Bundesversammlung des BdV in Braunschweig. Dort stellte er fest, dass es in vielen Bundesländern Verbände im Rahmen des BdV gab, aber in Schleswig-Holstein nicht.
Im Jahre 1964 schrieb er die einzelnen Vereine in Schleswig-Holstein an, die bereits Mitglieder im BdV waren, um die Gründung eines Landesverbandes anzuregen. Noch im gleichen Jahre kamen die Vertreter von sieben Vereinen mehrmals zusammen, um eine Satzung für den neu zu gründenden Verband Schleswig-Holsteins auszuarbeiten.
Am 13. November 1965 wurde bei der Gründungsversammlung in den Holstenhallen Neumünster der Verband unter dem Namen Verband der Volks- und Laienspielbühnen Schleswig-Holstein e.V. aus der Taufe gehoben. Zum 1. Vorsitzenden wählten die Delegierten Wilhelm Schüler und zum 2. Vorsitzenden wurde Werner Jungjohann bestimmt. Der Wirkungskreis des Verbandes war zu diesem Zeitpunkt noch sehr klein. Über Gelder vom Kultusministerium verfügte man nicht. Kurz vor dem Verbandstag vom 1. November 1969 gab es eine verhaltene Zusage für gewisse finanzielle Zuwendungen für Lehrgänge.
Dieser Verbandstag wählte aus taktischen Erwägungen den Geschäftsführer der Jungen Bühne Oldesloe, Richard Lieske, zum 1. Vorsitzenden. Wilhelm Schüler, dessen Wohnsitz ja in Hamburg lag (die Stadt gehört nicht zum Land Schleswig-Holstein), wurde 2. Vorsitzender und hatte dieses Amt bis 1988 inne.
Bis 1990 wechselten häufig die Orte, an denen die Verbandstage ausgerichtet wurden. Sie sollen hier nicht alle genannt werden. Nur einige seien angeführt. So konnte das Nordkolleg, die Akademie für kulturelle Bildung in Rendsburg, ab 1992 für die Durchführung der weiteren Landesverbandstage gewonnen werden, die bis 2004 im zweijährigen Turnus in der Stadt am Nord-Ostsee-Kanal stattfanden. Seit 2012 werden die Verbandstage am Ort der Geschäftsstelle in der JugendAkademie Segeberg durchgeführt. 2018 fand der Landesverbandtag im Rahmen der 18. Theatertage Wedel statt.
Die Stadt Norderstedt hat 1977 in Zusammenarbeit mit dem Nachbarverband, der Volksbühnenkunst Hamburg (heute Verband Hamburger Amateurtheater e.V.) und des Schleswig-Holsteiner Verbandes die Norderstedter Amateurtheatertage ins Leben gerufen, die bis 2010 alle drei Jahre stattfanden. Die seit 1983 vom Verband durchgeführten Theatertage Wedel werden bis heute alle zwei Jahre aufgelegt.
Zur ersten bühnenübergreifenden Verbandsinszenierung kam es 1987 mit dem Stück Schlafzimmergäste. Acht Akteure erarbeiteten zusammen mit einem Profi-Regisseur an 17 Probenwochenenden die Komödie von Alan Ayckbourn. Zwei Jahre lang tourte die Gruppe mit diesem Stück von Wenningstedt auf Sylt, über Kiel, Norderstedt und weitere Städte durch Schleswig-Holstein.
Mit der Schleswig-Holstein-Saga gab es 1997 erneut eine Verbandsinszenierung. Anlass war diesmal die Bundesversammlung des BDAT in Husum. Unter der Leitung von Walter Edelmann und Elke Heilsberger präsentierten über 30 Akteure im Alter von 6 bis über 60 Jahren dem Bund Deutscher Amateurtheater die schleswig-holsteinische Landesgeschichte in einem musikalischen Bilderbogen.
Die Verbandszeitschrift Blick zur Bühne erschien erstmals im Frühjahr 1981. Damals, noch ohne Titel, hatte sie bei drei Ausgaben im Jahr eine Auflagenstärke von 1.500 Exemplaren. Im Sommer 2015 ging bereits die 100. Ausgabe in Druck.
Als im Januar 1987 eine Image-Broschüre Theater bewegt zum ersten Mal erschien, gehörten dem Verband der Amateurtheater Schleswig-Holstein e.V., wie er sich unterdessen nennt, 41 Mitgliedsbühnen an. Während für das Jahr 1985 von diesen 78.500 Zuschauer ermittelt wurden, meldeten die 60 Bühnen vier Jahre später 275 Inszenierungen mit 1.472 Aufführungen vor 277.400 Zuschauern.
Der Landesverband verstärkte 1998 seine Öffentlichkeitsarbeit durch die Einrichtung einer eigenen Homepage im World Wide Web.
Im Jahr 2000 richtete der Verband eine Geschäftsstelle mit einer bezahlten Kraft in den Räumen der „Mühle“ in Bad Segeberg ein. Nach mehreren Umzügen innerorts ist die Geschäftsstelle nun in der JugendAkademie Segeberg untergebracht.
Inzwischen zählt der Landesverband der Amateurtheater Schleswig-Holstein e. V. rund 110 Bühnen, die jährlich rund 200 Inszenierungen in 1.300 Aufführungen präsentieren und damit über 165.00 Zuschauer erfreuen können.
Der hohe Zuspruch und die Anerkennung durch die Zuschauer spornt die Amateurtheater des Landesverbandes Amateurtheater Schleswig-Holstein ebenso an wie die maßgebliche Unterstützung das Ministerium für Bildung, Wissenschaft und Kultur des Landes Schleswig-Holstein.“